# نیکولا تسلا
نیکولا تسلا (به انگلیسی: Nikola Tesla) (‎/ˈtɛslə/‎; سیریلیک صربی: Никола Тесла; تلفظ [nǐkola têsla]; زاده ۱۰ ژوئیه ۱۸۵۶ – درگذشته ۷ ژانویه ۱۹۴۳) مخترع، مهندس برق، مهندس مکانیک، فیزیک‌دان، و آینده‌پژوه صرب‌تبار آمریکایی بود. او بیشتر برای نقش خود در طراحی سیستم نوین برق‌رسانی بر اساس جریان متناوب شناخته می‌شود.وی به عنوان یکی از تاثیرگذارترین اشخاص سده بیستم شناخته میشود.

## زندگی نامه
تسلا که متولد و بزرگ شده در امپراتوری اتریش بود در اوایل دهه ۱۸۷۰ بدون دریافت مدرک تحصیلی، در رشتهٔ مهندسی و فیزیک تحصیل کرد. سپس در دهه ۱۸۸۰ با کار در شرکت‌های مربوط به فناوری‌های از راه دور و همچنین شرکت کانتیننتال ادیسون (Continental Edison)، تجربیات مفیدی در مهندسی برق به‌دست آورد. وی در سال ۱۸۸۴ به ایالات متحده آمریکا مهاجرت کرد و شهروند آمریکا شد. او پیش از فعالیت‌های مستقل خود مدت کوتاهی را در نیویورک در شرکت توماس ادیسون (Edison Machine Works) مشغول به کار گذراند. سپس با کمک حامیان مالی و تبلیغاتی خود فعالیت مستقل خود را آغاز و با راه‌اندازی آزمایشگاه‌ها و کارخانه‌هایی در شهر نیویورک به توسعه محصولات الکتریکی و مکانیکی گوناگون روی آورد. جرج وستینگهاوس که نیکولا تسلا برای مدت کوتاهی مشاور او بود حق امتیاز موتور القایی و ترانسفورماتور را که از اختراعات ثبت‌شدهٔ تسلا بودند خرید. فعالیت‌های تسلا در سال‌های آغازین بهره‌گیری از انرژی الکتریکی، به واردشدن او در اختلاف بر سر انتخاب جریان متناوب یا مستقیم به عنوان استاندارد انتقال توان الکتریکی انجامید. از این اختلاف به نام جنگ جریان‌ها یاد می‌شود. جریان متناوب تسلا جریان مستقیم ادیسون را شکست داد و دلیل آن ترانسفورماتورها (مبدل‌های ولتاژ) بودند. جریان متناوب امکان تبدیل ولتاژهای مختلف به هم را فراهم می‌کند و این برگ برندهٔ جریان متناوب بود.
تسلا در تلاش برای ایجاد اختراعاتی که بتوان از آن برای ثبت اختراع استفاده و به بازار عرضه کند طیف وسیعی از آزمایش‌ها را با نوسانگرهای مکانیکی / ژنراتورها، و لامپ‌های تخلیه الکتریکی انجام داد. او حتی تصویربرداری اولیه با پرتو ایکس را انجام داد. او همچنین یک قایق با کنترل از راه دور ساخت. تسلا به عنوان یک مخترع مشهور شد و دستاوردهای آزمایشگاه خود را به افراد سرشناس و مراجع ثروتمند نشان داد و ایده‌ها و اختراعات او نقل محافل شدند. در طول دهه ۱۸۹۰ تسلا ایده‌های خود را برای روشنایی بی‌سیم و توزیع برق بی‌سیم در سراسر جهان، طی آزمایش‌های ولتاژ و بسامد بالا در نیویورک و کلرادو اسپرینگز دنبال کرد. در سال ۱۸۹۳ دربارهٔ احتمال ارتباط بی‌سیم با دستگاه‌های خود اظهاراتی را بیان کرد. تسلا سعی کرد این ایده‌ها را در پروژه ناتمام خود به نام برج واردن‌کلیف برای ارتباط بی‌سیم بین‌قاره‌ای و فرستنده برق بکار گیرد. اما پیش از این که بتواند آن را تکمیل کند به علت ته کشیدن بودجه، پروژه را رها کرد. پس از پروژه برج واردن‌کلیف تسلا در دهه‌های ۱۹۱۰ و ۱۹۲۰ مجموعه‌ای از اختراعات مختلف را با موفقیت آزمایش کرد. تسلا پس از این که بیشتر ثروت خود برای پژوهش، آزمایش‌ها و اختراعاتش صرف کرد در فقر و انزوا در هتل‌های ارزان‌قیمت نیویورک زندگی می‌کرد و قادر به پرداختن صورت حساب‌های خود نبود. نیکولا تسلا در ژانویه ۱۹۴۳ در نیویورک درگذشت و با مرگ او کارهای وی به مرور به دست فراموشی سپرده شدند. پس از مرگ تسلا نه تنها نام او بلکه اختراعات، طرح‌ها، و ایده‌های او رو به فراموشی بودند تا این که در سال ۱۹۶۰ در کنفرانس عمومی وزن و اندازه‌گیری به پاس خدمات او، یکای چگالی شار مغناطیسی در سیستم SI به نام تسلا نامگذاری شد.
شواهد نشان می‌دهند تسلا مخترع حقیقی رادیو است. برخی نیز وی را مخترع سده بیستم شمرده‌اند.

## الهیات
نیکولا تسلا یک نابغه نوآور بود، اما دیدگاه منحصربه‌فردش درباره رابطه میان علم، جهان و معنویت هم قابل‌تأمل است. او به‌گونه‌ای فکر می‌کرد که عرفان و هستی‌شناسی علمی را ترکیب می‌کرد به‌ویژه در این سه محور کلیدی:انرژی، فرکانس، ارتعاش
تسلا می‌گفت:«اگر می‌خواهی اسرار جهان را بفهمی، به انرژی، فرکانس و ارتعاش فکر کن.»
این بیان نمادین، از او تصویری از کائنات ارائه می‌دهد که ساختارش بر ارتعاشات و بسامدهاست آنطور که تور جهان، لرزشی بوده که هرچیز خاصی را شکل می‌دهد.
مغز به‌مثابه گیرنده‌ای از هستی:تسلا در جایی گفته:«مغز من فقط یک گیرنده است؛ در جهان یک هسته هست که ما از آن دانش، نیرو و الهام می‌گیرم.»
این تصویر، ذهن انسان را در نقش یک واسط بین مرئی و مجرد معرفی می‌کند و به طریقی نگاهی روحانی به آگاهی میکند
او باور داشت:«روزی که علم پدیده‌های غیرمادی را مطالعه کند، در یک دهه بیش از تمام قرن‌های گذشته پیشرفت خواهد کرد.»
این جمله نشان می‌دهد که تسلا به لایه‌های پنهانی واقعیت باور داشته همان‌هایی که امروز آن‌ها را در قلمرو روان‌درمانی، آگاهی یا حتی فیزیک کوانتومی جست‌وجو میکنند.

## سال‌های اولیه

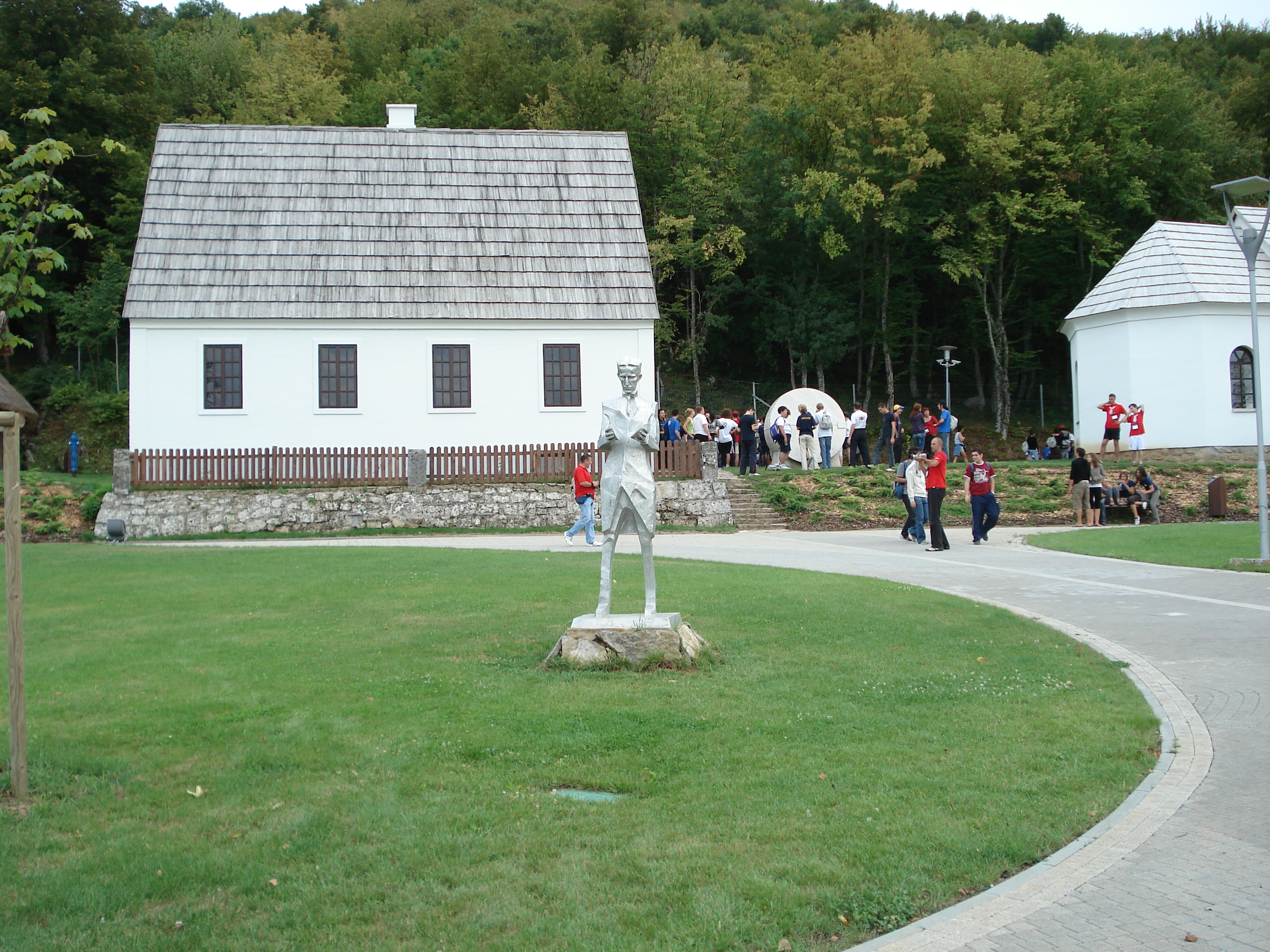
خانه بازسازی شده تسلا (parish hall) در روستای سمیلجان، که امروزه در خاک کرواسی قرار دارد.

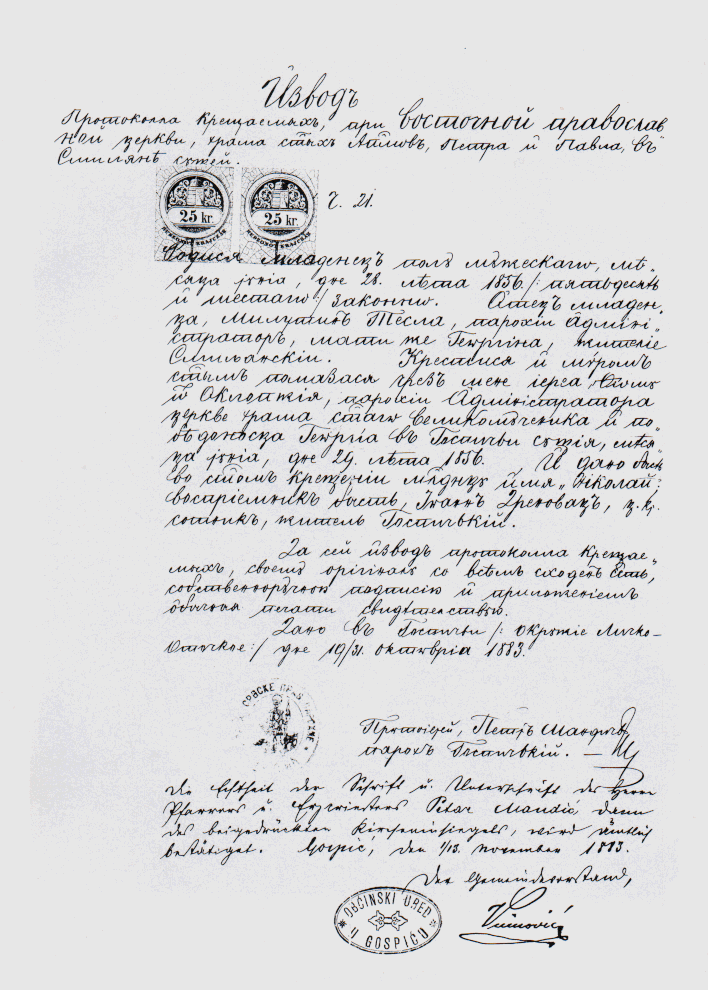
گواهی تولد، ۲۸ جون ۱۸۵۶

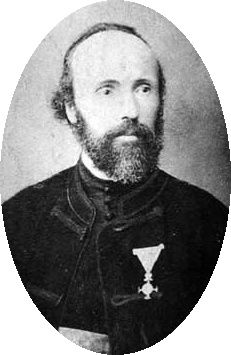
پدر تسلا، میلوتین، کشیشی اورتودوکس در روستای سمیلجان بود.

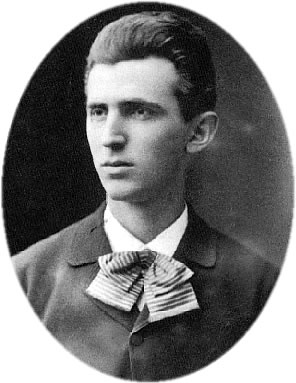
تسلا در ۲۳ سالگی

نیکولا تسلا در ۱۰ ژوئیه ۱۸۵۶ در روستای سمیلجان، امپراتوری اتریش (کرواسی کنونی) زاده شد. پدر او، میلوتین تسلا کشیش ارتدکس بود. مادر تسلا دوکا تسلا (۱۸۲۲–۱۸۹۲) با نام خانوادگی اصلی Mandić که پدر او نیز کشیش ارتدوکس بود در ساخت لوازم خانگی، تجهیزات مکانیکی و به خاطر سپردن اشعار حماسی صربی استعداد داشت و مخترع خوبی بود. نیکولا مدرک دانشگاهی نداشت اما فیزیکدان خودآموخته بود. تسلا حافظه و توانایی‌های خلاقانه خود را مدیون صفات ژنتیکی خود و رفتارهای مادرش می‌دانست. اجداد تسلا از غرب صربستان، در نزدیکی مونته‌نگرو بودند.
نیکولا چهارمین از پنج فرزند خانواده بود. او سه خواهر به نام‌های میلکا، آنجلینا و ماریکا و یک برادر بزرگتر به نام دن داشت که وقتی که نیکولا پنج ساله بود در سانحه سوارکاری کشته شد. در سال ۱۸۶۱ تسلا تحصیل در دبستان سمیلجان را آغاز کرد و در به یادگیری آلمانی، ریاضی و دینی پرداخت. در سال ۱۸۶۲ خانواده تسلا به نزدیکی گسپیچ نقل مکان کردند. جایی که پدر تسلا به عنوان کشیش مشغول به کار بود. نیکولا دورهٔ دبستان را به پایان رساند و پس از آن در سال ۱۸۷۰ برای تحصیل در دبیرستان به کارلواتس نقل مکان کرد.
بعدها تسلا نوشت که او توسط استاد فیزیک خود به الکتریسته و برق علاقه‌مند شده‌است. تسلا متذکر شد که ماهیت و شگفتی‌های مربوط به این پدیده مرموز باعث شده تا بخواهد این نیروی شگفت‌انگیز را بیشتر بشناسد. تسلا می‌توانست محاسبات انتگرالی را در ذهن خود انجام دهد و همین امر باعث شده بود تا معلمان او به این باور برسند که او تقلب می‌کند. نیکولا دوره چهار ساله را در سه سال به پایان رساند و در سال ۱۸۷۳ فارغ‌التحصیل شد.
در سال ۱۸۷۳ تسلا به سمیلجان بازگشت. مدت کوتاهی پس از بازگشت، به وبا مبتلا شد و نه ماه بستری بود. او چندین بار تا پای مرگ رفت. پدر تسلا که در ابتدا از او خواسته بود که کشیش شود در دوران بیماری نیکولا قول داد در صورت بهبودی بیماری، او را به بهترین دانشکده مهندسی بفرستد. در سال ۱۸۷۴ تسلا در جنوب شرقی منطقه لیکا به تومینگاج در نزدیکی گراچتس از خدمت سربازی در ارتش اتریش-مجارستان فرار کرد؛ و در آنجا  به کاوش و اکتشاف کوهستان پرداخت. تسلا می‌گفت که این تماس با طبیعت، او را از نظر جسمی و روحی نیز قوی‌تر کرده‌است.
وی در حالی که در تومینگاج بود کتاب‌های زیادی خواند و بعداً گفت که آثار مارک تواین به او کمک کرده‌است تا به‌طور معجزه‌آسایی از بیماری قبلی خود بهبود یابد.
در سال ۱۸۷۵ تسلا با بورسیه در دانشگاه صنعتی گراتس اتریش ثبت نام کرد. تسلا در طول سال اول حتی در یک کلاس درسی خود غیبت نکرد، بالاترین نمرات ممکن را به‌دست آورد و با نمره ۹ از ۱۰ در امتحان قبول شد. (تقریباً دو برابر بیشتر از حد لازم برای قبولی) او نیکولا یک باشگاه فرهنگی صربستانی را راه‌اندازی کرد. نیکولا تسلا تقدیرنامه‌ای از طرف معاون دانشکده فنی خطاب به پدرش دریافت کرد که اظهار شده بود: «پسر شما ستاره درجه یک است.» در سال دوم، تسلا با استاد پوچل بر سر ماشین گرام (یک مولد الکتریکی که جریان مستقیم تولید می‌کند) به مجادله برخاست. زیرا از نظر تسلا کموتاتور (جابجاگر که جهت جریان را در موتور الکتریکی جریان مستقیم عوض می‌کند) لازم نبود.
تسلا ادعا می‌کرد که بدون تعطیلی یکشنبه یا تعطیلات رسمی، از ۳ صبح تا ۱۱ شب کار می‌کرده‌است. در دسامبر سال ۱۸۷۸ تسلا گراتس را ترک و همه روابط با خانواده خود را قطع کرد تا واقعیت ترک تحصیل را مخفی کند. دوستانش فکر می‌کردند او در رودخانه ماریبور در نزدیکی ماریبور که تسلا در آن‌جا به عنوان طرح فنی با مزد ۶۰ فلورین در ماه کار می‌کرد غرق شده‌است. او اوقات فراغت خود را صرف ورق‌بازی و قمار در خیابان‌ها می‌کرد.
در مارس ۱۸۷۹ پدر تسلا به ماریبور رفت تا با التماس پسرش را به خانه برگرداند. اما او خودداری کرد. در همان زمان، نیکولا دچار نوعی شوک عصبی شد. او در ۲۴ مارس ۱۸۷۹ به دلیل نداشتن اجازه اقامت تحت مراقبت پلیس به گسپیچ بازگردانده شد. در ۱۷ آوریل ۱۸۷۹ میلوتین تسلا پدر نیکولا در ۶۰ سالگی پس از دوره بیماری نامشخص درگذشت. برخی منابع می‌گویند که وی بر اثر سکته مغزی درگذشت. در ژانویه ۱۸۸۰ دو عموی تسلا پول کافی برای کمک به وی برای انتقال از گسپیچ به پراگ محل تحصیل نیکولا جمع کردند. او خیلی دیر به ثبت نام در دانشگاه کارل رسید. او هرگز زبان لاتین را که به عنوان درسی اجباری و ضروری در چک نیاموخته بود و در چک بی‌سواد به حساب می‌آمد. با این حال، تسلا در جلسات سخنرانی در زمینه فلسفه در دانشگاه به صورت مستمع آزاد شرکت کرد اما برای این دوره‌ها نمره‌ای دریافت نکرد.

### کار در تلفنخانه بوداپست
در سال ۱۸۸۱ تسلا به بوداپست، مجارستان نقل مکان کرد تا زیر نظر تیوادار پوسکاس در شرکت تلگراف و تلفن بوداپست کار کند. به محض ورود، تسلا فهمید که این شرکت که در آن زمان درحال ساخت بود هنوز فعال نیست. بنابراین به جای آن به عنوان نیروی بایگانی اسناد در دفتر مرکزی تلگراف کار کرد. طی چند ماه مرکز تلفنی بوداپست کار خود را آغاز کرد و تسلا در سمت مدیر دپارتمان برق مشغول به کار شد. تسلا در حین کار، تجهیزات و امکانات بسیاری را در ایستگاه مرکزی ایجاد کرد و مدعی بود که یک سامانه تکرارگر یا تقویت‌کننده تلفن را تکمیل کرده که هیچگاه ثبت اختراع و معرفی نشده‌است.

## کار برای ادیسون
در سال ۱۸۸۲ Tivadar Puskás تسلا را برای شغل دیگری در پاریس با شرکت Continental Edison انتخاب کرد. تسلا کار خود را روی چیزی که در آن زمان صنعتی کاملاً نو بود آغاز کرد و به نصب و راه‌اندازی سامانه روشنایی معابر شهری با استفاده از لامپ رشته‌ای پرداخت. این شرکت دارای چندین بخش فرعی بود و تسلا در Société Electrique Edison در حومه پاریس که مسئولیت نصب سیستم روشنایی آن را بر عهده داشت کار می‌کرد. او در آنجا تجربه عملی زیادی در مهندسی برق به دست آورد. مدیر Société Electrique Edison متوجه دانش پیشرفته تسلا در زمینه مهندسی و فیزیک شد و به زودی وی را مامور طراحی و ساخت نمونه‌های پیشرفته مولد دینامو و الکتروموتور کرد. آنها همچنین وی را برای رفع مشکلات مهندسی در سایر تأسیسات ادیسون که در فرانسه و آلمان ساخته می‌شدند اعزام کردند.

### نقل مکان به آمریکا

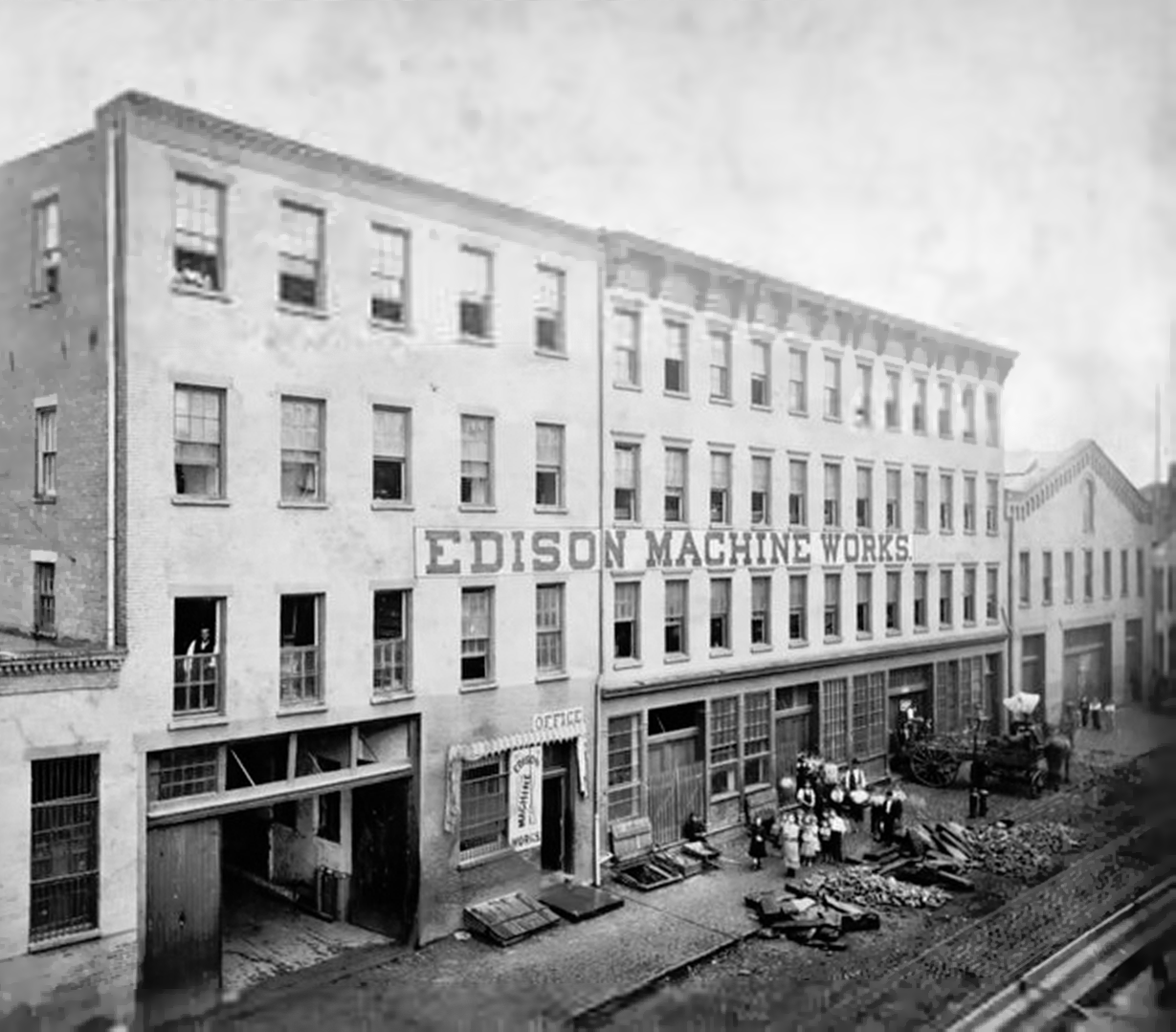
کارخانه ماشین آلات ادیسون واقع در نیویورک

در سال ۱۸۸۴ چارلز بچلر (Charls Batchelor) مدیر شرکت ادیسون که نظارت بر کارهای نصب روشنایی پاریس را بر عهده داشت برای مدیریت دوباره بخش تولیدی کارخانه ادیسون ماشین وُرکز در نیویورک، دوباره به ایالات متحده بازگشت و از تسلا خواست که او نیز به آمریکا بیاید. در ژوئن ۱۸۸۴ تسلا به ایالات متحده مهاجرت کرد. وی تقریباً بلافاصله کار خود را در کارخانه ماشین وُرکز در جنوب شرق منهتن، متشکل از یک کارگاه با چند صد پرسنل تراشکار، کارگر، مدیر و ۲۰ مهندس میدانی آغاز کرد و در تلاش برای ساختن سامانه برق بزرگی در آن شهر بود. همانند پاریس، تسلا مشغول کار در قسمت عیب‌یابی و بهبود ژنراتورها بود.
مورخ دابلیو برنارد کارلسون می‌گوید تسلا ممکن است تنها یک یا دو بار با بنیانگذار شرکت، توماس ادیسون دیدار کرده باشد. یکی از این ملاقات‌های معدود در زندگی‌نامه نویسی تسلا ذکر شده بود که پس از بیدار ماندن تمام شب برای تعمیر دینام آسیب دیده در کشتی اقیانوس‌پیمای اس‌اس اورگن، به سمت بچلر و ادیسون دویده و گفت بود که تمام شب مثل یک پاریسی بیدار بوده و دینام را تعمیر کرده‌است. ادیسون پس از شنیدن این جمله رو به بچلر کرده و گفته بود: «این یک آدم خیلی خوبی است». یکی از پروژه‌هایی که به تسلا داده شد اجرای سیستم روشنایی معابر شهری با استفاده از لامپ قوسی بود. روشنایی قوسی محبوب‌ترین نوع روشنایی معابر مسکونی بود. اما به ولتاژ بالایی نیاز داشت و با سیستم لامپ کم ولتاژ ادیسون ناسازگار بود و باعث شد این شرکت قراردادهایی را در شهرهایی که خواهان روشنایی معابر شهری بودند از دست بدهد. طرح‌های تسلا احتمالاً به دلیل پیشرفت‌های فنی در روشنایی لامپ‌های رشته‌ای یا به دلیل توافق نصب که ادیسون با یک شرکت روشنایی قوس الکتریکی انجام داد هرگز به مرحله اجرا نرسیدند.
تسلا هنگام ترک کار، در مجموع شش ماه در شرکت ماشین وُرکز کار کرده بود. مشخص نیست چه رویدادی باعث ترک وی شد. ممکن است قضیه بیش از پاداش طراحی دوباره ژنراتورها یا برای سیستم روشنایی قوسی که دریافت نکرده‌است باشد. در ادامه، تسلا ایدهٔ جریان متناوب خود را با ادیسون مطرح کرد. ولی با مخالفت ادیسون روبرو شد. ادیسون به او پیشنهاد مبلغی برای پاداش اصلاح طرح جریان مستقیم داده بود. ولی زمانی که تسلا اصلاحات را به ادیسون نشان داد و پاداش خواست ادیسون زیر حرفش زد و گفت «تسلا، شما شوخی‌های آمریکایی ما را متوجه نمی‌شوید». بنابراین او بدون دریافت هیچ‌یک از پاداش‌های وعده داده شده، شرکت ادیسون را ترک کرد. گفته شده که دلیل این که هیچ‌کدام از این دو، جایزه نوبل فیزیک نگرفتند این بود که آنها همه چیز را زیر سلطهٔ خود می‌خواستند. ادیسون حاضر نبود به نظر تسلا دربارهٔ جریان متناوب توجهی کند و جریان مستقیم را برتر از جریان متناوب می‌دانست. ادیسون در اواخر عمر خود از این تصمیم خود پشیمان شد. تسلا در حالی برق متناوب چند فازهٔ خود را تکمیل کرد که برای ادیسون کار می‌کرد. وی در سال ۱۸۸۸ طرحی نوین از موتور القایی را برای مؤسسه مهندسان برق و الکترونیک (به انگلیسی: IEEE) معرفی کرد.

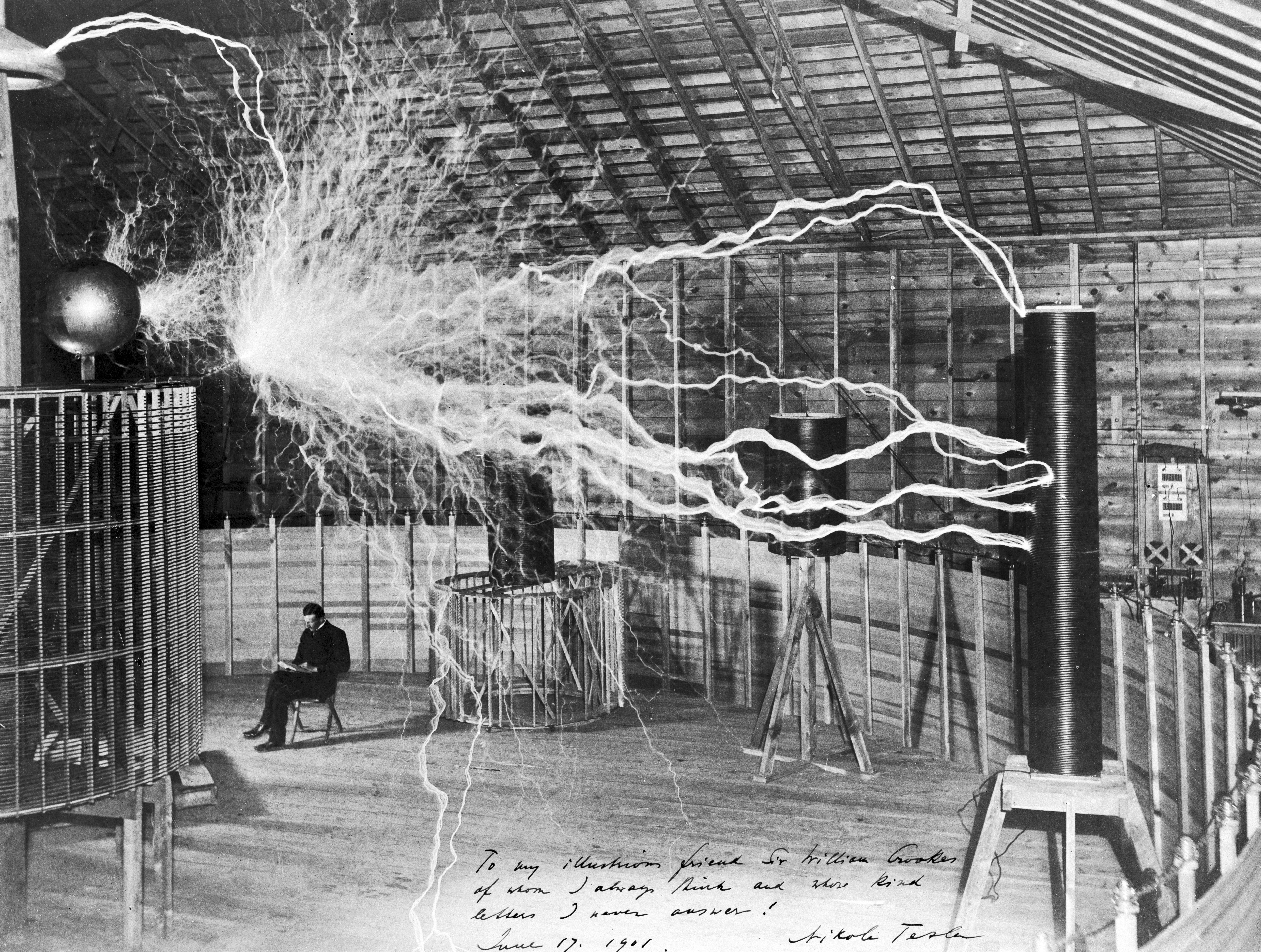
آزمایشگاه تسلا در کلرادو

## چراغ الکتریکی تسلا و ساختن آن
پس از ترک شرکت ادیسون، تسلا سریعاً کار بر روی ثبت اختراع یک لامپ قوس الکتریکی را شروع کرد که احتمالاً همان روشی بود که در شرکت ادیسون ابداع کرده بود. در مارس ۱۸۸۵ وی با وکیل حق ثبت اختراع لموئل دابلیو سرل همان وکیل ادیسون، برای دریافت کمک در ارائه ثبت اختراعات شروع به همکاری کرد. سرل، تسلا را به دو بازرگان به نام‌های رابرت و بنیامین ویل معرفی کرد که موافقت خود را برای تأمین مالی شرکت تولیدی و ادوات روشنایی قوسی به نام تسلا یعنی «کارخانهٔ تولیدی و روشنایی برق تسلا» (Tesla Electric Light and Manufacturing) اعلام کردند. تسلا تا پایان سال وقت خود را در راوی، نیوجرسی صرف به دست آوردن حق ثبت نخستین اختراع به نام خودش در ایالات متحده کرد که یک ژنراتور بهبود یافته DC و ساخت و نصب سیستم‌های مرتبط بود. سیستم جدید تسلا و ویژگی‌های پیشرفته آن در مطبوعات فنی بسیار مورد توجه و نقدهای مثبت قرار گرفت.
سرمایه‌گذاران علاقه کمی به ایده‌های تسلا برای انواع جدید موتورهای جریان متناوب و تجهیزات انتقال برق نشان دادند. پس از بهره‌برداری از این تجهیزات در سال ۱۸۸۶ آنها تسلا و شرکتش را رها کردند. تسلا حتی کنترل اختراعات ثبت شده خود را از دست داد. زیرا او در ازای سهام، آنها را به شرکت اختصاص داده بود. او مجبور بود برای گذران زندگی، کارهای تعمیرات برقی و کار یدی را به عهده گیرد. بعدها تسلا از آن مقطع از سال ۱۸۸۶ به عنوان روزهای دشوار یاد کرد و نوشت: «تحصیلات عالی من در شاخه‌های مختلف علمی، مکانیک و ادبیات به نظرم بسیار بیهوده می‌آمد».

## جریان متناوب (AC) و موتور القایی

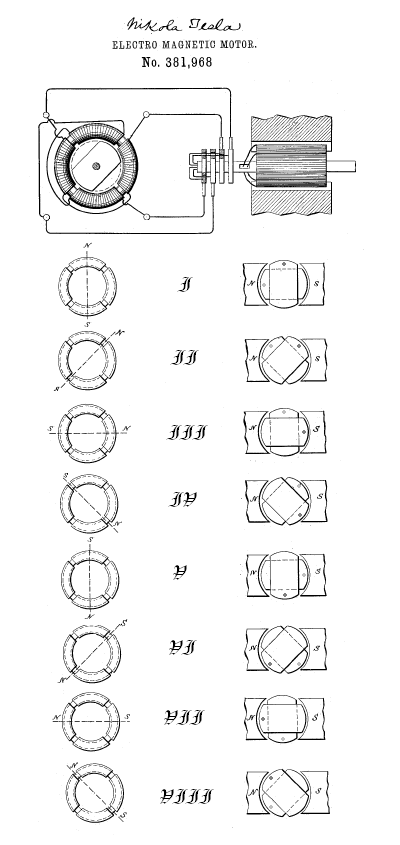
نمایش دادن عملکرد موتور القایی جریان متناوب تسلا

در اواخر سال ۱۸۸۶ تسلا با آلفرد اس براون، سرپرست وسترن یونیون و چارلز اف پک وکیل در نیویورک دیدار کرد. این دو نفر در راه‌اندازی شرکت‌ها و ترویج نوآوری‌ها و اختراعات ثبت شده برای کسب درآمد اقتصادی تجربهٔ خوبی داشتند. آنها بر اساس ایده‌های جدید تسلا برای تجهیزات الکتریکی، از جمله نوعی ایده موتور حرارتی-مغناطیسی موافقت کردند که در ازای دریافت امتیاز ثبت اختراع تسلا او را از نظر مالی پشتیبانی کنند. آنها با هم در آوریل ۱۸۸۷ شرکت تسلاالکتریک را تشکیل دادند. با این توافق که سود حاصل از اختراعات ثبت شده ⅓ به تسلا، ⅓ به پک و براون و ⅓ برای تأمین بودجه در نظر گرفته شود. آنها آزمایشگاهی را برای تسلا در خیابان ۸۹ لیبریتی در منهتن ایجاد کردند. وی در آنجا در زمینه بهبود و ابداع انواع جدید موتورهای برقی، ژنراتورها، و سایر وسایل کار کرد.
در سال ۱۸۸۷ تسلا نوعی موتور القایی برای کار با جریان متناوب (AC) ابداع کرد. این سامانه به دلیل برتری امکان انتقال به نقاط دور با استفاده از ولتاژ بالا به سرعت در اروپا و آمریکا به عنوان سیستم غالب انتقال و توزیع انرژی الکتریکی در حال گسترش بود. در این سامانه، موتور از جریان چند فازی (اصولی که تسلا ادعا کرده در سال ۱۸۸۲ به کار گرفته‌است) که میدان مغناطیسیی دواری تولید می‌کرد برای چرخش موتور استفاده می‌کرد. در این موتور الکتریکی نوآورانه، سیستم استارت سرخود غیر تماسی و القاییِ ساده‌ای به کار رفته بود که آن را از کموتاتور بی‌نیاز می‌کرد؛ بنابراین، حذف زغال و کموتاتور باعث افزایش عمر عملیاتی و کاهش هزینه‌های نگه‌داری موتور الکتریکی شد.
پک و براون، علاوه بر ثبت اختراع موتور، به تبلیغ عمومی موتور کمک کردند. وی با انتشار اعلامیه مطبوعاتی به نشریات فنی و کار همزمان با آزمایش و حق ثبت اختراع تلاش می‌کرد تأیید کند که پیشرفت علمی داشته‌است. فیزیکدان ویلیام آرنلد آنتونی و توماس کاممرفورد مارتین، سردبیر مجله برق جهانی از تسلا خواستند که موتور AC را در ۱۶ مه ۱۸۸۸ در انستیتوی مهندسان برق آمریکا نشان دهد. مهندسان شاغل در شرکت تولیدی و برق وستینگهاوس به جرج وستینگهاوس اطلاع دادند که تسلا یک موتور AC کارآمد و یک سیستم برق مرتبط دارد. او برای سیستم جایگزین موجود که در حال بازاریابی بود به وستینگهاوس نیاز داشت. وستینگهاوس سعی کرد برای یک موتور القایی مبتنی بر میدان مغناطیسی کم‌تحرک که توسط فیزیکدان ایتالیایی گالیله فراری در سال ۱۸۸۵ ساخته و در مارس ۱۸۸۸ بر روی کاغذ ارائه شده بود حق ثبت اختراع به دست آورد. اما احتمالاً تصمیم گرفت ثبت اختراع تسلا بازار را کنترل کند.

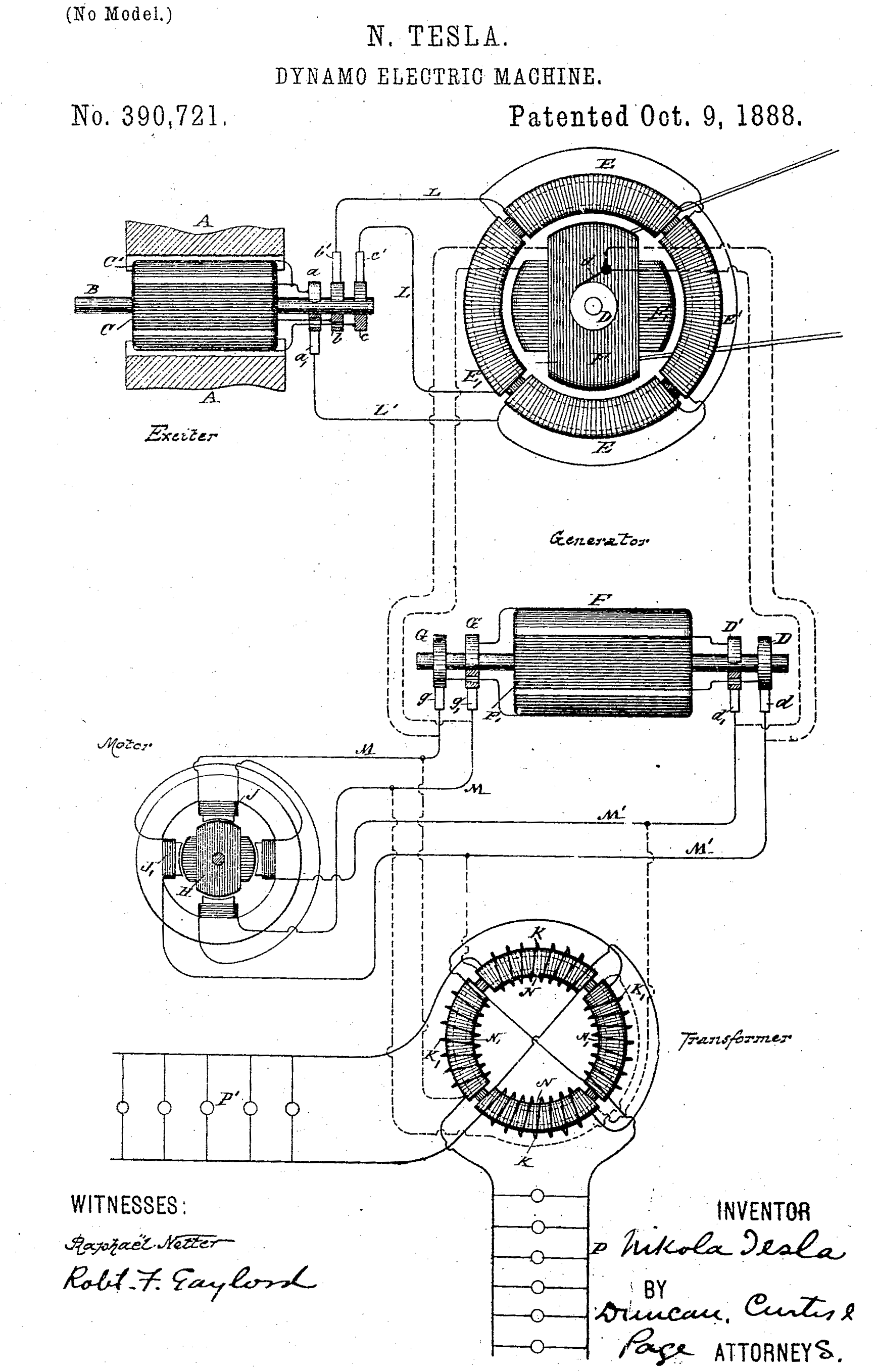
دستگاه دینام الکتریکی AC نیکولا تسلا (ژنراتور برق AC) در ایالات متحده ۱۸۸۸.

در ژوئیه ۱۸۸۸ براون و پک با جورج وستینگهاوس برای طرح‌های القایی چندتایی موتور و ترانسفورماتور تسلا به مبلغ ۶۰٬۰۰۰ دلار به صورت نقدی و سهام و ۲٫۵ دلار برای هر اسب بخار AC تولید شده توسط هر موتور به توافق رسیدند. جورج وستینگهاوس همچنین نیکولا تسلا را با مبلغ ۲٬۰۰۰ دلار (اکنون ۵۶۹۰۰ دلار) در ماه استخدام کرد تا به عنوان مشاور در آزمایشگاه‌های پیتسبرگ شرکت وسترن الکتریک و تولید وستینگهاوس کار کند.
نیکولا تسلا در طول ۱۸۸۸ سال در پیتسبرگ کار کرد و به ایجاد یک سامانه جایگزین موجود برای تأمین برق تراموای شهر کمک کرد. مواقعی وجود داشت که وی از بحث و گفتگو با سایر مهندسان وستینگهاوس مبنی بر چگونگی به‌کارگیری برق AC بسیار ناامید شد. در آن میان، آنها روی یک سیستم AC شصت دور در دقیقه که تسلا پیشنهاد کرده بود کارکردند. اما خیلی زود دریافتند که موتور القایی تسلا برای تراموا کار نمی‌کند. زیرا فقط می‌تواند با سرعت ثابت کار کند. در عوض، آنها از یک موتور کششی جریان مستقیم استفاده کردند.

### آشفتگی بازار
نمایش نیکولا تسلا از موتور القایی خود و مجوزهای بعدی جورج وستینگهاوس از حق ثبت اختراع، هر دو در سال ۱۸۸۸ در زمان رقابت شدید بین شرکت‌های برق اتفاق افتاد. سه شرکت بزرگ وستینگهاوس، ادیسون و تامسون-هیوستون درحالی‌که از نظر مالی همدیگر را زیرپا می‌گذاشتند تلاش می‌کردند در تجارتی سرمایه‌محور رشد کنند. حتی یک جنگ روانی و تبلیغاتی به نام جنگ جریان‌ها با تلاش ادیسون الکتریک در جریان بود و تلاش می‌کرد ادعا کند سامانه جریان مستقیم آنها از سامانه فعلی متناوب وستینگهاوس بهتر و ایمن‌تر است. رقابت در این بازار به این معنی بود که وستینگهاوس منابع مالی و مهندسی برای توسعه سریع موتور تسلا و سیستم پلی فاز مرتبط با آن را ندارد.
دو سال پس از آنکه تسلا قرارداد خود را امضا کرد شرکت وستینگهاوس الکترونیک دچار مشکل شد. فروپاشی بانک برینگ در لندن باعث شد سرمایه‌گذاران پس از آغاز هراس مالی ۱۸۹۰ از وام شرکت وستینگهاوس الکترونیک خارج شوند. کمبود ناگهانی پول، شرکت را مجبور به پرداخت دوباره بدهی‌های خود کرد. وام دهندگان جدید از وستینگهاوس خواستند آنچه که به نظر می‌رسد هزینه‌های بیش از حد برای به دست آوردن و اختراعات ثبت شده توسط شرکت‌های دیگر از جمله حق چاپ در هر پروانه موتور در قرارداد تسلا را کاهش دهد. در این مرحله، موتور القایی تسلا که در مرحله توسعه قرار داشت شکست خورد. وستینگهاوس سالانه ۱۵۰۰۰ دلار حق‌الوکاله می‌پرداخت. اگرچه تعداد کمی از نمونه‌های کار موتور و تعداد کمتری از سیستم‌های قدرت چندفاز مورد نیاز برای کارکرد این موتور وجود داشت. در آغاز سال ۱۸۹۱ جورج وستینگهاوس سختی مشکلات مالی خود را برای تسلا توضیح داد. او گفت که اگر او به خواسته‌های وام‌دهندگان خود عمل نمی‌کرد دیگر نمی‌توانست شرکت وستینگهاوس الکتریک را کنترل کند و تسلا برای جمع‌آوری حق‌الزحمه‌های آینده مجبور می‌شد با بانکداران معامله کند. به نظر می‌رسد مزایای همراهی وستینگهاوس برای تسلا روشن بود که این موتور همچنان در رقابت با دیگر شرکت‌ها پیروز بود. بنابراین او موافقت کرد که شرکت را از حق امتیاز قرارداد جدا کند. شش سال بعد وستینگهاوس حق ثبت اختراع تسلا را با پرداخت مبلغ ۲۱۶۰۰۰ دلار به عنوان بخشی از توافقنامه اشتراک حق ثبت اختراع که با جنرال الکتریک امضا شده‌بود (شرکتی که در سال ۱۸۹۲ با ادیسون و تامسون-هیوستون ادغام شده بود) خریداری کرد.

## آزمایشگاه‌های نیویورک

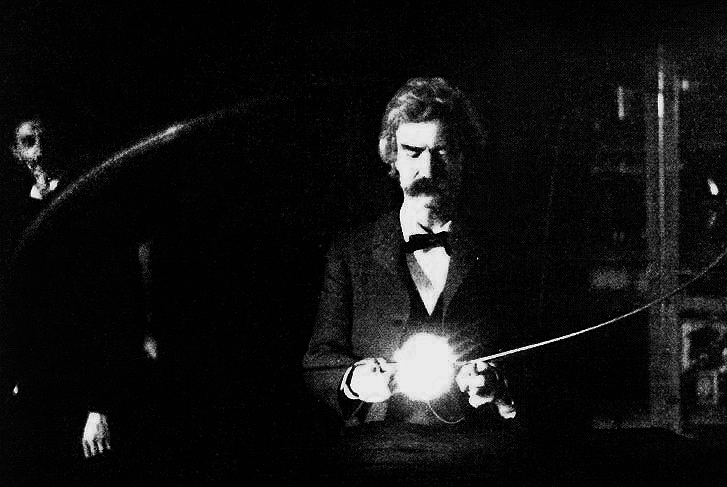
مارک تواین در آزمایشگاه خیابان پنجم جنوبی تسلا، ۱۸۹۴

پولی که تسلا از صدور مجوز برای حق ثبت اختراع AC خود به‌دست آورد وی را به ثروتمند مستقلی تبدیل کرد و به او زمان و بودجه مورد نیاز برای پیگیری علاقه‌مندی‌هایش را داد. در سال ۱۸۸۹ تسلا از فروشگاه اجاره‌ای پک و براون در خیابان لیبرتی نقل مکان کرد و به مدت ۱۲ سال در یک سری کارگاه‌ها و آزمایشگاه‌ها در منهتن کار کرد. از جمله آزمایشگاهی در خیابان ۱۷۵ گراند (۱۸۸۹–۱۸۸۹)، طبقه چهارم ساختمان ۳۳–۳۵ خیابان جنوبی (۱۸۹۲–۱۸۹۲)، و طبقه‌های ششم و هفتم ساختمان ۴۶ و ۴۸ خیابان هیوستون شرقی (۱۹۰۳–۱۹۵۲) بودند. تسلا و کارمندان استخدامی او برخی از برجسته‌ترین کارهای وی را در همین کارگاه‌ها انجام دادند.

### سیم‌پیچ تسلا
در تابستان سال ۱۸۸۹ تسلا به نمایشگاه جهانی پاریس سفر کرد و از آزمایش‌های هاینریش هرتز بین سال‌های ۱۸۸۶ تا ۱۸۸۸ که وجود پرتوهای الکترومغناطیسی، مانند امواج رادیویی را ثابت می‌کردند مطلع شد. تسلا این اکتشاف جدید را «طراوت‌آور» یافت و تصمیم گرفت تا آن را کامل‌تر کند. تسلا با تکرار و گسترش این آزمایش‌ها سعی کرد سیم‌پیچ رومکروف را با یک آلترناتور پر سرعت که او به عنوان بخشی از یک سیستم روشنایی قوسی پیشرفته توسعه داده بود نیرو ببخشد. اما دریافت که جریان بسامد بالا هسته آهن را بیش از حد گرم می‌کند و عایق بین سیم‌پیچ‌های اولیه و فرعی در سیم‌پیچ را ذوب می‌کند. تسلا این مشکل را با سیم‌پیچ تسلا با شکاف هوا به جای مواد عایق بین سیم‌پیچ‌های اولیه و فرعی و یک هسته آهنی که می‌تواند به موقعیت‌های مختلف داخل یا خارج از سیم‌پیچ منتقل شود حل کرد. همچنین، سیم‌پیچ تسلا توسط نیکولا تسلا در سال ۱۸۹۱ اختراع شد.

### شهروندی
در ۳۰ ژوئیه ۱۸۹۱ در سن ۳۵ سالگی، تسلا به تابعیت ایالات متحده درآمد. او در همان سال، سیم‌پیچ تسلای خود را ثبت کرد.

### روشنایی بی‌سیم

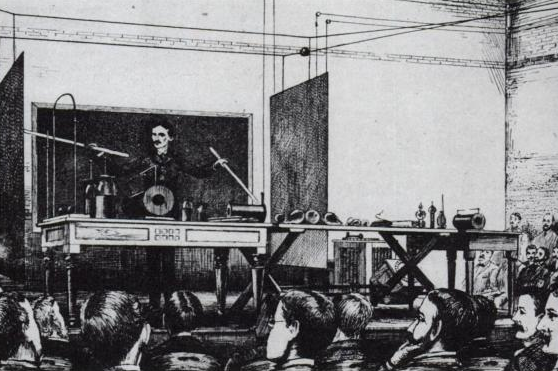
تسلا در هنگام سخنرانی در سال ۱۸۹۱ در کالج کلمبیا به وسیلهٔ القای الکترواستاتیک دو لوله بلند جیسلر Geissler (مشابه لامپ نئون) در دستانش، «روشنایی بی‌سیم» را نشان می‌دهد.

پس از سال ۱۸۹۰ تسلا سعی کرد با استفاده از ولتاژهای بالای جریان AC تولید شده توسط سیم‌پیچ تسلا برق را توسط کلاچ القایی و خازن منتقل کند. وی در تلاش برای ایجاد یک سیستم روشنایی بی‌سیم بر اساس اتصال القایی و خازنی در میدان نزدیک بود و این کار را با روشن کردن لوله‌های Geissler و لامپ‌های رشته‌ای در هنگام عبور از یک میدان، نشان داد. وی بخش اعظم آن دهه را صرف کار روی تغییرات این لامپ جدید با کمک سرمایه‌گذاران مختلف کرد. اما نتوانست هیچ‌یک از این ابتکارات و طرح‌ها را به مرحله محصول تجاری برساند.
در سال ۱۸۹۳ در سنت لوئیس، میسوری، انستیتو فرانکلین فیلادلفیا، پنسیلوانیا و در انجمن ملی نور الکتریکی، تسلا به مخاطبان خود گفت که «اطمینان دارد که می‌تواند بدون استفاده از سیم، سیگنال‌های قابل فهم بفرستد یا انرژی را از هر فاصله‌ای منتقل کند.»
بین سال‌های ۱۸۹۲ تا ۱۸۹۴ تسلا به‌عنوان نایب رئیس مؤسسه مهندسان برق آمریکا خدمت کرد که امروز مؤسسه پیشگام IEEE (همراه با مؤسسه مهندسان رادیو) نامیده می‌شود.

### سیستم چند فاز و نمایشگاه کلمبیا
با آغاز سال ۱۸۹۳ مهندس شرکت وستینگهاوس چارلز اف. اسکات (Charles F. Scott) و سپس بنیامین جی لام (Benjamin G. Lamme) پروژه‌ای بر اساس نسخهٔ بهینه شدهٔ موتور القایی تسلا ساختند. لام با توسعه مبدل دوار راهی برای ساخت سیستم چند فازی که نیاز بود با سیستم‌های تک فاز AC و DC قدیمی‌تر سازگار باشد پیدا کرد. شرکت وستینگهاوس اکنون راهی برای فراهم کردن برق کلیه مشتریان بالقوه داشت و شروع به نامگذاری سیستم AC چند فاز خود به عنوان «سیستم پلی فاز تسلا» کرد. از نظر آنها حق ثبت اختراع تسلا باعث برتری خودشان نسبت به دیگر سیستم‌های AC شد.
وستینگهاوس الکتریک از تسلا خواست تا در نمایشگاه جهانی کلمبیا ۱۸۹۳ در شیکاگو شرکت کند که در آنجا شرکت آنها فضای بزرگی در ساختمان برق مختص نمایشگاه‌های برقی در اختیار داشت. وستینگهاوس الکتریک در مناقصه برای روشن کردن نمایشگاه با جریان متناوب پیروز شد و این یک رویداد مهم در تاریخ برق AC بود. زیرا این شرکت ایمنی، قابلیت اطمینان، و کارایی سیستم فعلی متناوب را که به صورت چند فاز بود را به عموم مردم آمریکا نشان داد.
فضای نمایشگاهی ویژه‌ای برای نمایش اشکال و مدل‌های مختلف موتور القایی تسلا ایجاد شده بود. سازوکار میدان مغناطیسی در حال چرخشی که آنها را به حرکت درمی‌آورد به وسیلهٔ نمایش‌هایی از جمله تخم مرغ کلمبوس توضیح داده می‌شد. در این نمایش از سیم‌پیچ دو فاز موجود در موتور القایی برای چرخاندن یک تخم مرغ مسی استفاده می‌شد و تخم مرغ به دور خودش می‌چرخید و در آخر به حالت ایستاده درمی‌آورد.
در طول شش ماه حضور خود در نمایشگاه در یک کنگره بین‌المللی برق او یک هفته را به بازدید از نمایشگاه اختصاص داد و یک سری نمایش را در نمایشگاه وستینگهاوس انجام داد. یک اتاق تاریک ویژه تنظیم شده بود که تسلا سیستم روشنایی بی‌سیم خود را با استفاده از نمایشی که قبلاً در سراسر آمریکا و اروپا انجام داده بود نشان می‌داد.

### ژنراتور نوسان‌ساز بخار
تسلا با تلاش برای یافتن راهی بهتر برای تولید جریان متناوب، ژنراتور برقی متقابل با بخار تولید کرد. او آن را در سال ۱۸۹۳ ثبت اختراع کرد و در نمایشگاه جهانی کلمبیا شیکاگو آن سال معرفی کرد. بخار به نوسانگر نیرو وارد می‌کرد و پیستونی را که متصل به آرمیچر بود را با سرعت بالا و پایین می‌برد و وقتی آرمیچر با سرعت بالا و پایین می‌رفت میدان مغناطیسی متناوب ایجاد می‌کرد. با این کار جریان الکتریکی متناوب در سیم‌پیچ مجاور القا می‌شد. این کار با قطعات پیچیده موتور/ژنراتور بخار از بین رفت. اما هرگز به عنوان یک راه حل مهندسی امکان‌پذیر برای تولید برق مورد استفاده قرار نگرفت.

### مشاوره در مورد نیاگارا
در سال ۱۸۹۳ ادوارد دین آدامز که سرپرستی شرکت تولیدی و نیروگاه برق آبی آبشار نیاگارا را بر عهده داشت به دنبال ایدهٔ تسلا در مورد بهترین سیستم انتقال انرژی تولیدی از آبشارها بود. در طی چندین سال، یک سری پیشنهاد و رقابت‌های باز در مورد چگونگی استفادهٔ بهینه از انرژی تولید شده از آبشار وجود داشت. سیستم‌هایی که از سوی چندین شرکت آمریکایی و اروپایی پیشنهاد شده بودند از نوع سیستم دو فاز و سه فاز AC و DC ولتاژ بالا و هوای فشرده بودند. آدامز از تسلا خواست تا در مورد وضعیت موجود همه سیستم‌های رقیب اطلاعاتی کسب کند. تسلا به آدامز توصیه کرد که یک سیستم دو فاز می‌تواند قابل اطمینان‌ترین باشد و یک سیستم وستینگهاوس برای لامپ‌های رشته‌ای با استفاده از جریان متناوب دو فاز وجود دارد. این شرکت بر اساس توصیه‌های تسلا و نمایش‌های وستینگهاوس در نمایشگاه کلمبیا مبنی بر ساختن یک سیستم AC کامل، قراردادی به وستینگهاوس الکتریک اعطا کرد. در همین زمان، قرارداد دیگری به جنرال الکتریک داده شد تا سیستم توزیع AC را بسازد.

### شرکت نیکولا تسلا
در سال ۱۸۹۵ ادوارد دین آدامز هنگام بازدید از آزمایشگاه تسلا تحت تأثیر آنچه دید قرار گرفت و متقاعد شد تا در یافتن شریک برای نیکولا تسلا، تأمین اعتبار، توسعه و بازاریابی انواع اختراعات و اختراعات قبلی تسلا و همچنین موارد جدید به او کمک کند. آلفرد براون وارد قراردادی را امضا کرد که در آن، حق امتیاز اختراعاتی که در پک و براون توسعه یافته بودند را دربر می‌گرفت. این همکاری با ویلیام بیرچ رانکین و چارلز اف. کوانی گسترش یافت.  شرکت تسلا سرمایه‌گذاران معدودی پیدا کرد زیرا در میانه دهه ۱۸۹۰ از نظر مالی زمان سختی بود و هیچ‌گاه اختراعات ثبت شده برای روشنایی بی‌سیم هرگز به بازار عرضه نشدند. این شرکت برای چندین دهه حق ثبت اختراعات تسلا را به عهده داشت.

### آتش‌سوزی آزمایشگاه
در ساعات اولیه صبح روز ۱۳ مارس ۱۸۹۵ ساختمان خیابان پنجم جنوبی که آزمایشگاه تسلا در آن قرار داشت آتش گرفت. آتش از زیرزمین ساختمان شروع شد و سریع و شدید آزمایشگاه تسلا در طبقه ۴ را دربر گرفت و به طبقه دوم فرو ریخت. این آتش‌سوزی نه تنها پروژه‌های در حال انجام تسلا را به عقب انداخت بلکه مجموعه‌ای از یادداشت‌های اولیه و مطالب پژوهشی، مدل‌ها و قطعات را از بین برد. از جمله بسیاری از مواردی که در نمایشگاه جهانی کلمبیا ۱۸۹۳ به نمایش گذاشته شده بودند. تسلا به نیویورک تایمز گفت: «من بیش از حد ناراحت هستم که صحبت کنم. چه می‌توانم بگویم؟» پس از آتش‌سوزی، تسلا به خیابان ۴۶ و ۴۸ شرقی هیوستون نقل مکان کرد و آزمایشگاه خود را در طبقه‌های ۶ و ۷ بازسازی کرد.

### آزمایش پرتو ایکس

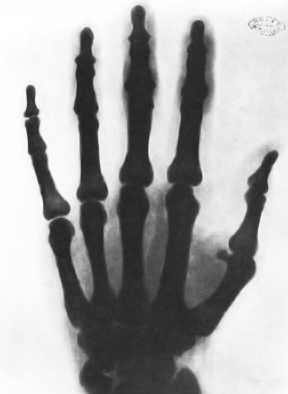
تصویری که تسلا از دست خود گرفت.

از سال ۱۸۹۴ تسلا پس از اینکه در آزمایش‌های قبلی خود متوجه فیلم آسیب دیده شد تحقیق در مورد آنچه که از آن به عنوان انرژی تابشی از انواع نامرئی نامیده می‌شد را آغاز کرد (بعداً با عنوان «پرتوهای رونتگن» یا «پرتو ایکس» شناخته شد). آزمایش‌های اولیه او با لامپ کروکز، یک لوله تخلیه الکتریکی کاتد سرد بود. ممکن است تسلا سهواً تصویر پرتو ایکس را چند هفته پیش از اعلامیهٔ ویلهلم رونتگن در دسامبر ۱۸۹۵ دربارهٔ کشف پرتو ایکس ضبط کرده باشد. ممکن است این کار هنگام تلاش برای عکاسی از مارک تواین به وسیلهٔ لوله گیسلر (Geissler tube) که نوعی لوله تخلیه گاز اولیه است رخ داده باشد. تنها چیزی که در این تصویر ثبت شده بود پیچ قفل فلزی روی لنز دوربین بود.

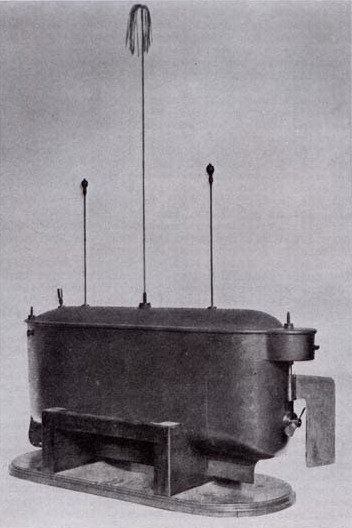
در سال ۱۸۹۸، تسلا یک قایق با کنترل رادیویی را به نمایش گذاشت که امیدوار بود آن را به عنوان اژدر هدایت شونده به کشتی‌های نیروی دریایی در سراسر جهان بفروشد.

در مارس ۱۸۹۶ پس از شنیدن کشف پرتو ایکس توسط رونتگن و تصویربرداری با پرتو ایکس (رادیوگرافی)، تسلا آزمایش‌های خود در تصویربرداری با پرتو ایکس را آغاز کرد. او یک لامپ خلاء تک ترمینال با انرژی بالا طراحی کرد که الکترود هدف نداشت و با خروجی سیم‌پیچ تسلا کار می‌کرد (اصطلاح مدرن پدیده تولید شده توسط این دستگاه، bremsstrahlung یا تابش ترمزی است). تسلا در تحقیق خود چندین مجموعه آزمایشگاهی را برای تولید پرتو ایکس ابداع کرد. تسلا گفت که ابزار ساخته شده با این مدارها می‌تواند شخص را به ایجاد پرتو رونتگن با قدرت بسیار بیشتر از آنچه که قابل دستیابی با دستگاه‌های معمولی است قادر کند».
تسلا خطرات کار با مدار و دستگاه‌های تولید پرتو ایکس تک‌گره خود را یادآور شد. وی در یادداشت‌های زیادی که دربارهٔ پژوهش‌های اولیه این پدیده انجام داد آسیب پوستی را به دلایل مختلف نسبت داد. او در اوایل اعتقاد داشت که صدمه به پوست، ناشی از پرتوهای رونتگن نیست بلکه ازون حاصل از تماس با پوست و تا حدی کمتر، توسط نیترو اسید ایجاد می‌شود. تسلا به غلط معتقد بود که پرتوهای ایکس مانند مواردی که امواج در پلاسما تولید می‌شوند امواج طولی هستند. این امواج پلاسما می‌توانند در میدان‌های مغناطیسی بدون نیرو (بدون نیروی مغناطیسی) رخ دهند.

### رادیو کنترل از راه دور
در سال ۱۸۹۸ تسلا قایقی را به نمایش گذاشت که از یک کنترل رادیویی با سیستم پایه هم‌چسبیده استفاده می‌کرد - که او آن را «بدون خزنده» نامید. قایق در طول نمایشگاه برق مادیسون اسکوئر گاردن نیویورک در معرض دید عموم قرار گرفت. تسلا سعی کرد تا ایده خود را به عنوان نوعی اژدر کنترل از راه دور به ارتش آمریکا بفروشد. اما آنها کمترین علاقه‌ای نشان ندادند. رادیو کنترل از راه دور تا زمان جنگ جهانی اول و پس از آن، هنگامی که شماری از کشورها از آن در برنامه‌های نظامی استفاده می‌کردند یک موضوع تازه بود.

## برق بی‌سیم

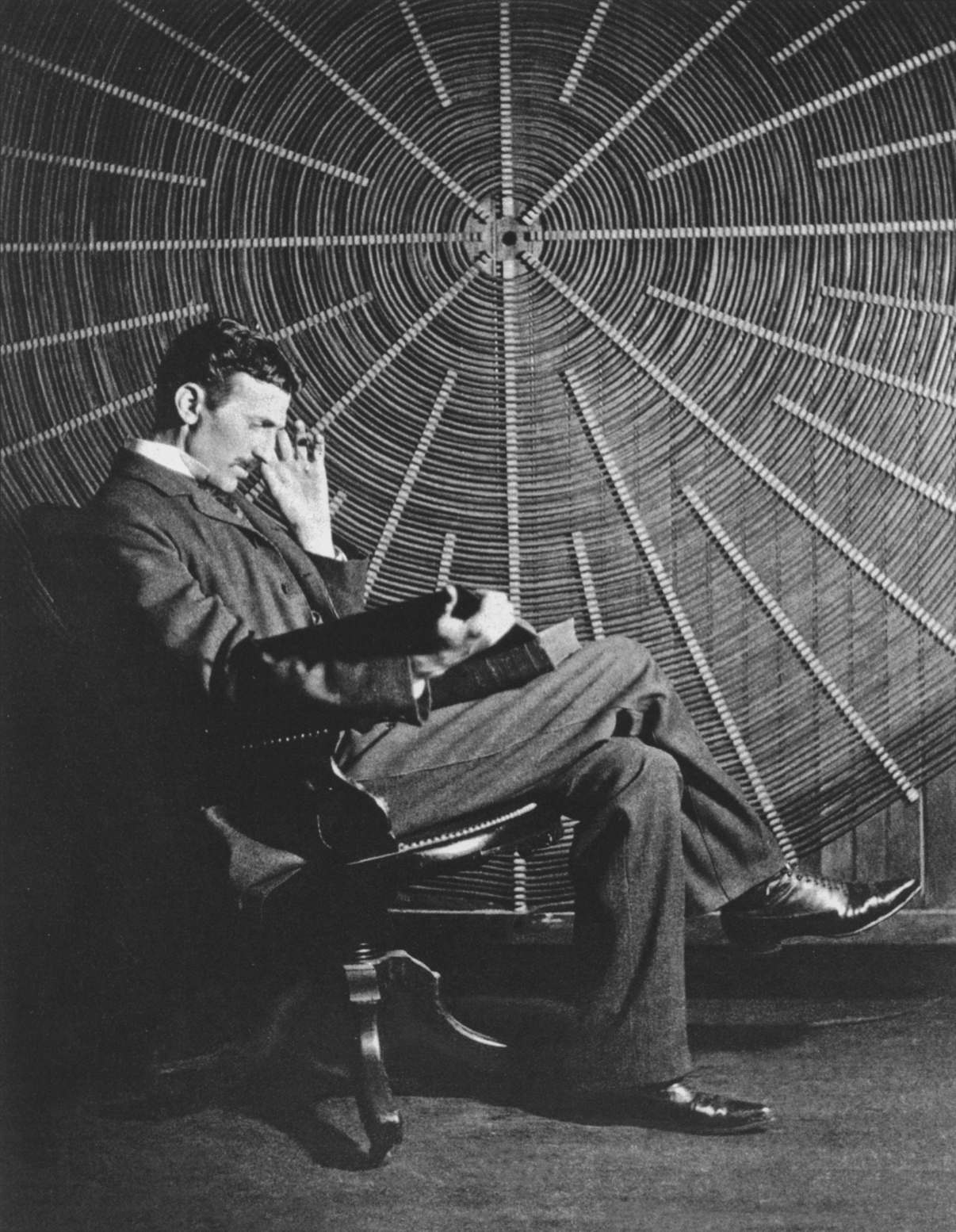
تسلا نشسته مقابل سیم‌پیچ مارپیچ که در آزمایش انتقال قدرت بی‌سیم استفاده می‌شد در آزمایشگاه East Houston St.

از دهه ۱۸۹۰ تا ۱۹۰۶ تسلا بخش زیادی از زمان و ثروت خود را صرف یک سری پروژه‌ها کرد که سعی می‌کرد انتقال بی‌سیم برق را توسعه دهد. این پروژه‌ها در حقیقت توسعهٔ ایده او برای استفاده از سیم‌پیچ‌ها برای انتقال قدرت بودند که قبلاً در لامپ بی‌سیم نشان داده بود. او این کار را نه تنها راهی برای انتقال مقادیر زیادی از برق در سراسر جهان می‌دانست بلکه همان‌طور که در سخنرانی‌های قبلی خود اشاره کرده بود این را راهی برای انتقال ارتباطات در سراسر جهان نیز می‌دانست.
در زمانی که تسلا در حال تدوین ایده‌های خود بود هیچ راه عملی‌ای برای انتقال بی‌سیم سیگنال‌های ارتباطی در مسافت‌های طولانی وجود نداشت چه رسد به مقادیر زیاد برق. تسلا در مراحل اولیهٔ مطالعهٔ خود روی موج‌های رادیویی به این نتیجه رسیده بود که بخشی از مطالعات هاینریش هرتز روی آنها نادرست بوده‌است. همچنین این شیوه جدید از تابش در آن زمان به عنوان پدیده‌ای در مسافت‌های کوتاه شناخته می‌شد و به نظر می‌رسید در کمتر از یک مایل از بین برود. تسلا خاطرنشان کرد که حتی اگر تئوری‌های مربوط به امواج رادیویی درست باشند برای اهداف مورد نظر او کاملاً بی فایده هستند. زیرا این نوع «نور نامرئی» درست مانند هر پرتو دیگر، با افزایش مسافت، افت می‌کند و به صورت خط مستقیم در فضا پخش می‌شود و «ناامیدانه گم می‌شود.
در اواسط دهه ۱۸۹۰ تسلا در حال کار بر روی این ایده بود که ممکن است بتواند برق را در مسافت طولانی از طریق زمین یا جو انتقال دهد. او شروع به کار بر روی آزمایش‌هایی کرد تا این ایده را آزمایش کند. از جمله در آزمایشگاه خود در خیابان هیوستون شرقی یک مبدل رزونانس بزرگ با تقویت‌کنندهٔ فرستنده راه‌اندازی کرد. به نظر می‌رسد ایدهٔ این کار از این باور می‌آمد که اتمسفر زمین رسانا است (این باور در آن زمان بسیار رایج بود). او طرحی برای انتقال و دریافت الکترودهای موجود در هوا در ارتفاع بالاتر از ۹۱۰۰ متر (۳۰۰۰۰ فوت) را پیشنهاد داد که مبتنی بر سیستمی متشکل از بالون‌های شناور در ارتفاع بود. تسلا فکر می‌کرد فشار هوای کم در ارتفاع بالا اجازهٔ ارسال ولتاژ بالا (میلیون‌ها ولت) تا مسافت‌های طولانی را خواهد داد.

### کلرادو اسپرینگز

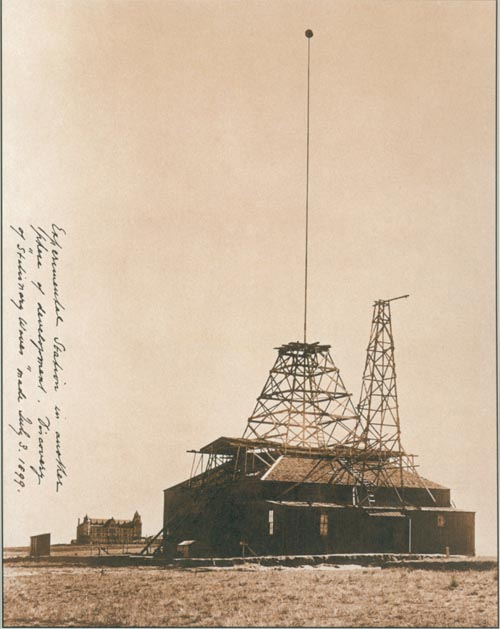
آزمایشگاه کلورادو اسپرینگز تسلا

برای مطالعه بیشتر ماهیت رسانای هوای کم‌فشار، تسلا در طول سال ۱۸۹۹ یک ایستگاه آزمایشی در ارتفاعات کلرادو اسپرینگز برپا کرد. او در آنجا می‌توانست با خیال راحت سیم‌پیچ‌های بزرگتری را نسبت به آزمایشگاه خود در نیویورک آزمایش کند. او شرکتی بنام «شرکت انرژی ال پاسو» راه‌اندازی کرد تا جریان متناوب را به‌صورت رایگان عرضه کند. وی برای تأمین اعتبار آزمایش‌های خود، کارآفرین بنام آمریکایی جان جیکوب آستور چهارم را متقاعد کرد که ۱۰۰٬۰۰۰ دلار (۳٬۰۷۳٬۲۰۰ دلار امروز) سرمایه‌گذاری کند تا به سهامدار اصلی شرکت نیکولا تسلا بدل شود. آستور ابتدا فکر کرد که در سیستم جدید روشنایی بی‌سیم سرمایه‌گذاری کرده‌است. ولی تسلا از این پول برای تأمین اعتبار آزمایش‌های کلرادو اسپرینگز خود استفاده کرد. به محض ورود وی، او به خبرنگاران گفت که قصد دارد آزمایش‌های تلگراف بی‌سیم را انجام دهد و سیگنال‌هایی را از پایکس پیک به پاریس منتقل کند.

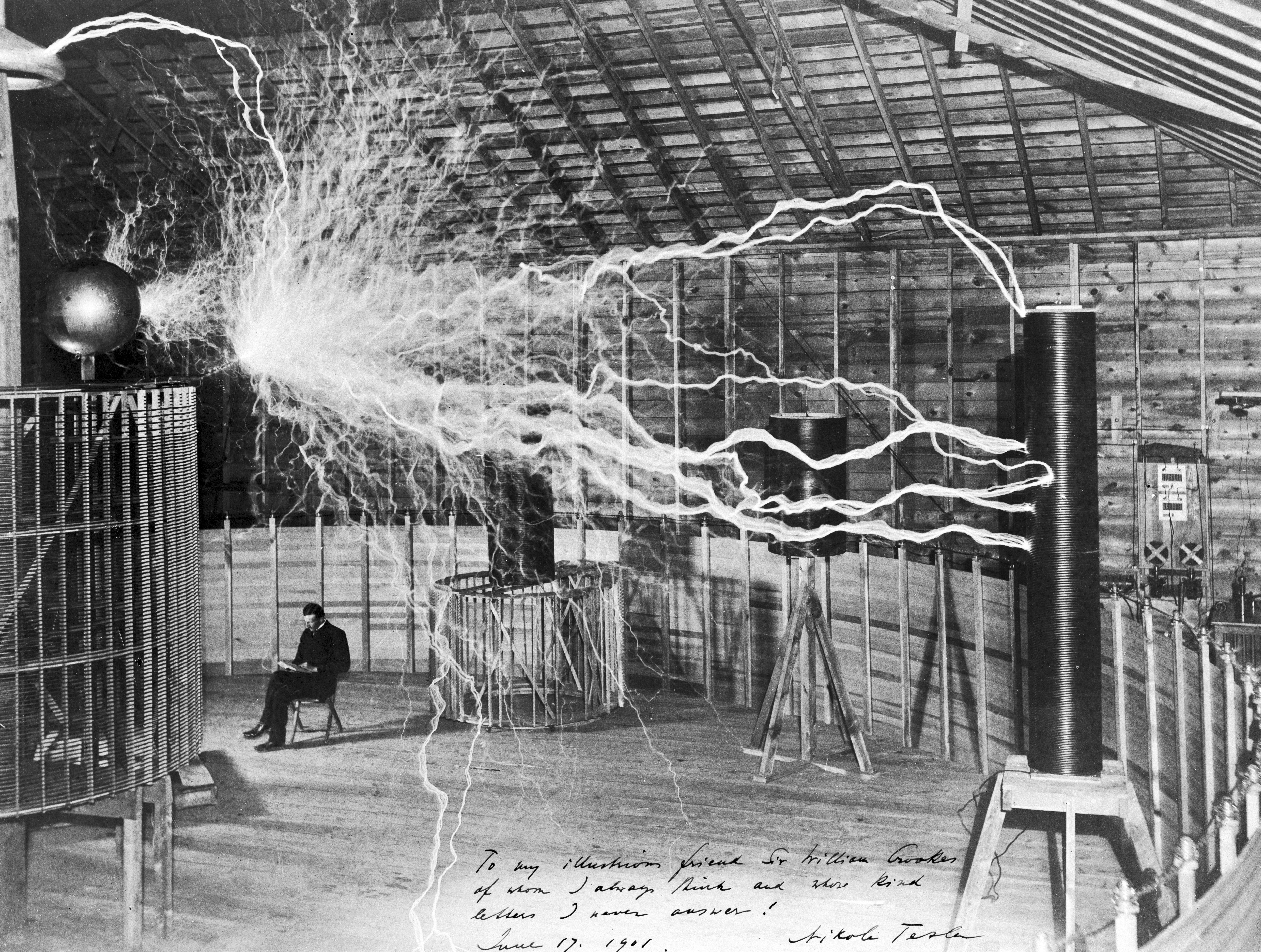
تصویری از نوردهی چندگانه از تسلا که در کنار «سیم‌پیچ تسلا» ی خود که میلیونها ولت تولید می‌کند، نشسته‌است. قوس‌های بلند ۷ متری (۲۳ فوت) بخشی از عملکرد عادی نبودند بلکه فقط بر اثر چرخش سریع سوئیچ نیرو ایجاد می‌شدند.

در آنجا تسلا آزمایش‌ها خود را با سیم‌پیچ بزرگ چند مگاولتی انجام داد و توانست رعدوبرق مصنوعی چندین میلیون ولتی ایجاد و تخلیه کند که ارتفاع آن تا ۴۱ متر (۱۳۵ پا) می‌رسید. یکی از این آزمایش‌ها به‌صورت ناخواسته، باعث سوختن یک ژنراتور و قطع برق یکی از مناطق ال پاسو شد. مشاهداتی که وی در مورد پارازیت‌های الکترونیکی رعدوبرق انجام داد باعث شد او (به اشتباه) نتیجه بگیرد که می‌تواند از کل کره زمین برای هدایت انرژی الکتریکی استفاده کند.
تسلا در مدت زمان حضور در آزمایشگاه، سیگنال‌های غیرمعمولی از گیرنده خود مشاهده کرد که گمان می‌برد از سیاره دیگری هستند. وی در نامه‌ای به خبرنگاران در دسامبر ۱۸۹۹ و به انجمن صلیب سرخ در دسامبر ۱۹۰۰ به آنها اشاره کرد. خبرنگاران از آن به عنوان یک داستان پرهیجان یاد کرده و به این نتیجه رسیدند که تسلا در حال شنیدن سیگنال‌هایی از مریخ است.
تسلا با سردبیر مجله The Century توافق کرد تا مقاله‌ای دربارهٔ یافته‌های خود تهیه کند. این مجله عکاسی را به کلرادو فرستاد تا از کارهایی که در آنجا انجام می‌شود عکاسی کند. این مقاله با عنوان «مشکل افزایش انرژی انسانی» در چاپ ژوئن سال ۱۹۰۰ از این مجله منتشر شد. تسلا برتری سیستم بی‌سیم مورد نظر خود را توضیح داد. اما این مقاله بیشتر یک رساله فلسفی طولانی بود تا یک توصیف علمی قابل فهم از کار او.

### واردن‌کلیف

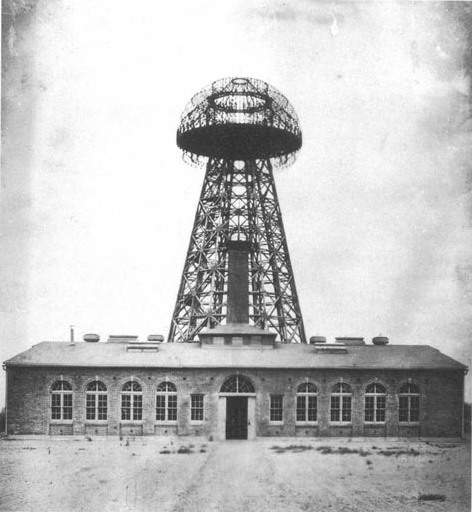
کارخانه واردن‌کلیف تسلا در لانگ آیلند در سال ۱۹۰۴. تسلا امیدوار بود از این مرکز، انتقال بی‌سیم انرژی الکتریکی از طریق اقیانوس اطلس را انجام دهد.

تسلا با هدف ترغیب سرمایه‌گذار، دور جدیدی از برنامه‌های جذب سرمایه را در نیویورک ترتیب داد تا سرمایه‌گذاران را برای آنچه که فکر می‌کرد می‌تواند یک سیستم مناسب برای انتقال بی‌سیم باشد ترغیب کند. او آنها را برای صرف غذا به هتل والدورف آستوریا (هتلی که در آن زمان در آن زندگی می‌کرد) رستوران دلمونیکو (Delmonico's) و کلاب پلیرز (The Players Club) دعوت نمود. در مارس ۱۹۰۱ وی در قبال دریافت ۵۱٪ سهم از حق ثبت اختراعات بی‌سیم تولید شده، مبلغ ۱۵۰٬۰۰۰ دلار (۴٬۶۰۹٬۸۰۰ دلار امروز) از جی‌پی مورگان (J. Pierpont Morgan) دریافت کرد و شروع به برنامه‌ریزی برای ساخت تأسیسات برج واردن‌کلیف در شورهام، نیویورک (Shoreham, New York) ۱۰۰ مایلی (۱۶۱ کیلومتر) شرق شهر، در ساحل شمالی لانگ آیلند کرد.
تا ژوئیه ۱۹۰۱ تسلا برنامه‌های خود را برای ساخت فرستنده‌ای قوی‌تر از سیستم رادیویی راه‌اندازی شده مارکونی گسترش داد که تصور می‌کرد نسخه‌ای از کار خودش است. او به مورگان نزدیک شد تا برای ساختن سیستم بزرگتر پول بیشتری بخواهد. اما مورگان از تأمین بودجه بیشتر خودداری کرد. در دسامبر سال ۱۹۰۱ مارکونی حرف S را با موفقیت از انگلستان به نیوفاندلند انتقال داد و در مسابقه تسلا را شکست داد تا نخستین کسی باشد که چنین انتقالی را انجام می‌دهد. یک ماه پس از موفقیت مارکونی، تسلا تلاش کرد تا با کنترل «لرزش در سراسر جهان» مورگان را به برنامه‌ای حتی بزرگتر برای انتقال پیام و قدرت ترغیب کند. طی پنج سال آینده، تسلا برای درخواست و تأمین بودجه اضافی برای تکمیل ساخت برج واردن‌کلیف، بیش از ۵۰ نامه به مورگان نوشت. تسلا این پروژه را به مدت ۹ ماه دیگر تا سال ۱۹۰۲ ادامه داد. این برج به ارتفاع کامل ۱۸۷ فوت (۵۷ متر) ساخته شد. در ژوئن ۱۹۰۲ تسلا آزمایشگاه خود را از خیابان هیوستون به واردن‌کلیف منتقل کرد.
سرمایه‌گذاران در وال استریت پول خود را وارد سیستم مارکونی می‌کردند و برخی در مطبوعات با طرح ادعای تسلا مخالفت می‌کردند و ادعا می‌کردند که این یک فساد است. این پروژه در سال ۱۹۰۵ و ۱۹۰۶ متوقف شد. مارک شیفر نویسنده کتاب آگاهی انسان و ذهن زندگینامه نیکولا تسلا معتقد است مشکلات مالی و وقایع دیگر منجر به فروپاشی عصبی تسلا شده باشند. تسلا برای مخفی نمودن بدهی‌های خود در هتل والدورف آستوریا که در نهایت به ۲۰٬۰۰۰ دلار افزایش یافت (۵۱۰۵۰۰ دلار به دلار امروز) ملک واردن‌کلیف را به رهن گذاشت. وی در سال ۱۹۱۵ اموال خود را به دلیل سلب مالکیت از دست داد و در سال ۱۹۱۷ این برج توسط مالک جدید تخریب شد.

## سال‌های بعد
پس از بسته شدن واردن‌کلیف، تسلا به نامه‌نگاری با مورگان ادامه داد. پس از درگذشت مورگان، تسلا با جک پسر مورگان مکاتبه و تلاش کرد بودجه بیشتری برای این پروژه به‌دست آورد. در سال ۱۹۰۶ تسلا در خیابان ۱۶۵ برادوی در منهتن دفاتری افتتاح کرد و تلاش کرد تا با توسعه و بازاریابی حق ثبت اختراعات خود، سرمایه بیشتری جمع کند. وی در ادامه از سال ۱۹۱۰ تا ۱۹۱۴ دفاتر خود را در برج شرکت بیمه عمر متروپولیتن (Metropolitan Life Tower) گسترش داد. سپس چند ماه در ساختمان ساختمان وول‌ورث زندگی کرد. ولی به دلیل عدم توانایی پرداخت اجاره بها از آنجا بیرون رفت. سپس از سال ۱۹۱۵ تا ۱۹۲۵ به محلی اداری واقع در شماره ۸ خیابان غربی ۴۰ نقل مکان کرد. او در آنجا به معنای واقعی کلمه ورشکسته شد. بیشتر اختراعات ثبت شده او تمام شده بودند و او با اختراعات جدیدی که در تلاش برای توسعه آنها بود با مشکل روبرو بود.

### توربین بدون تیغه

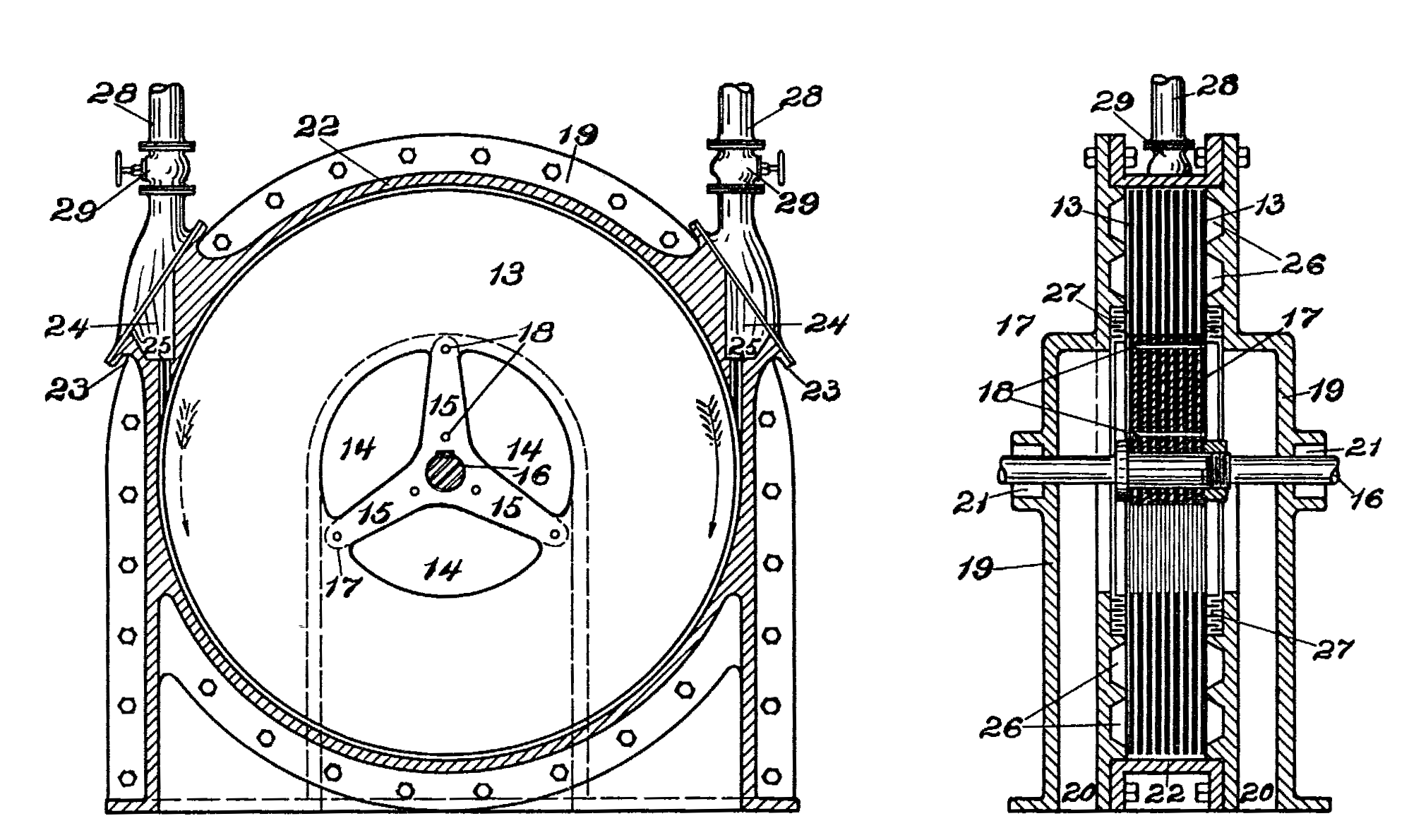
طرح توربین بدون تیغه تسلا

تسلا در سال ۱۹۰۶ اختراع جدید خود توربین بدون تیغه‌ای با ۲۰۰ اسب بخار نیرو (۱۵۰ کیلووات) در ۱۶٬۰۰۰ دور در دقیقه را معرفی کرد. در طول سال‌های ۱۹۱۰ تا ۱۹۱۱ در نیروگاه واترساید نیویورک، بسیاری از موتورهای توربین بدون پره او با قدرت‌هایی بین ۱۰۰ تا ۵۰۰۰ اسب بخار مورد آزمایش قرار گرفتند. تسلا بین سال‌های ۱۹۱۹ تا ۱۹۲۲ با شرکت‌های مختلفی در میلواکی منجمله شرکت آلیس چالمرز کار کرد. او بیشتر وقت خود را صرف تلاش برای ساخت توربین تسلا با کمک هانس دالسترند، سرمهندس این شرکت کرد. اما مشکلات مهندسی هرگز اجازه تبدیل آن به یک وسیله عملی را ندادند. تسلا این ایده را به یک شرکت تولید ابزار دقیق واگذار کرد. این ایده بعدها در قالب سرعت‌سنج اتومبیل‌های لوکس و سایر ابزارها بکار گرفته شد.

### دادخواست‌های حقوقی بی‌سیم
با آغاز جنگ جهانی اول، انگلیسی‌ها به منظور کنترل جریان اطلاعات بین دو کشور آمریکا و آلمان، کابل تلگراف کف اقیانوس اطلس را قطع کردند. آنها همچنین تلاش کردند که ارتباطات بی‌سیم آلمان به آمریکا و بالعکس را با علم به اینکه شرکت مارکونی آمریکا از شرکت رادیویی آلمانی تلفن‌کِن بخاطر نقض حق ثبت اختراع، شکایت کرده را خاموش کنند. تلفن‌کن دو فیزیک‌دان به نام‌های جاناتان زنک و کارل فردیناند براون را برای دفاع از خود بکار گرفت و تسلا را به عنوان شاهد به مدت دو سال و به مبلغ ۱۰۰۰ دلار در ماه استخدام کرد. وقتی در سال ۱۹۱۷ ایالات متحده وارد جنگ علیه آلمان شد، این پرونده متوقف شد و پس از آن پرونده مسکوت شد.
در سال ۱۹۱۵ تسلا از شرکت مارکونی به دلیل نقض حق ثبت اختراعات تنظیم بی‌سیم خود شکایت کرد. حق ثبت اختراع اولیه رادیوی مارکونی در سال ۱۸۹۷ در ایالات متحده اعطاء شده بود. اما درخواست حق ثبت اختراع وی در سال ۱۹۰۰ که شامل بهبود انتقال رادیویی بود پیش از آنکه سرانجام در سال ۱۹۰۴ پذیرفته شود چندین بار به دلیل نقض حق ثبت اختراعات دیگر، منجمله دو اختراع تنظیم قدرت بی‌سیم تسلا رد شده بود. پروندهٔ تسلا در سال ۱۹۱۵ به جایی نرسید. اما در پرونده‌ای مرتبط، شرکت مارکونی از دولت ایالات متحده بخاطر نقض حق ثبت اختراع شکایت کرد. در سال ۱۹۴۳ دیوان عالی ایالات متحده آمریکا حکم به ثبت اختراعات قبلی الیور لوج، جان استون و تسلا داد. دادگاه اعلام کرد که این تصمیم، هیچ ارتباطی با ادعای مارکونی به عنوان صاحب‌امتیاز نخستین انتقال رادیویی ندارد و فقط به این دلیل بود که ادعای مارکونی در مورد بهبودهای ثبت شده خاص، مورد سؤال بودند. این شرکت نتوانست ادعای نقض همان حق ثبت اختراع‌ها را بکند.

### شایعات جایزه نوبل
در ۶ نوامبر ۱۹۱۵ گزارشی از آژانس خبری رویترز لندن خبر از اعطاء جایزه نوبل فیزیک سال ۱۹۱۵ به توماس ادیسون و نیکولا تسلا درج کرد. بااینحال، در ۱۵ نوامبر ۱۹۱۵ گزارشی از رویترز استکهلم اعلام کرد به دلیل خدمات ویلیام هنری براگ و پسرش ویلیام لورنس براگ در تجزیه و تحلیل ساختار کریستال با استفاده از پرتو ایکس جایزه نوبل آن سال به این دو شخص اهدا شده‌است. در آن زمان شایعاتی غیرقابل اثبات وجود داشت که یا تسلا یا ادیسون از دریافت این جایزه خودداری کرده بودند. بنیاد نوبل اذعان داشت:«هر شایعه‌ای مبنی بر اینکه جایزه نوبل به فردی به‌دلیل آشکارسازی تمایلش به خودداری از دریافت جایزه، اعطا نشده، مسخره است.» دریافت کننده جایزه تنها زمانی می‌تواند جایزه نوبل را نپذیرد که به عنوان برنده جایزه معرفی شده باشد.
ادعاهای دیگری بعدها توسط زندگینامه‌نویس تسلا مطرح شده که ادیسون و تسلا دریافت کنندگان اصلی هستند و به دلیل خصومت نسبت به یکدیگر این جوایز اهدا نشده‌است. تسلا و ادیسون هر کدام به دنبال به حداقل رساندن دستاوردهای دیگری و حق برنده شدن در این جایزه بودند؛ حتی در صورت قبول جایزه از طرف یکی از آنها دیگری حاضر به قبول جایزه نبود. هر دوی این احتمال‌ها رد شدند.
در سال‌های پس از این شایعات، نه تسلا و نه ادیسون این جایزه را دریافت نکردند (گرچه ادیسون در سال ۱۹۱۵ یکی از ۳۸ پیشنهاد ممکن را دریافت کرد و تسلا یکی از ۳۸ پیشنهاد احتمالی را در سال ۱۹۳۷ دریافت کرد).

### ایده‌های دیگر، جوایز و اختراعات ثبت شده
تسلا در این مدت مدال‌ها و جوایز بی شماری کسب کرد. آنها شامل موارد زیر هستند:
- نشان Order of St. Sava (صربستان، ۱۸۹۲)
- مدال الیوت کرسون (مؤسسه فرانکلین، ایالات متحده، ۱۸۹۴)
- نشان صلیب بزرگ Order of Prince Danilo I (مونته‌نگرو، ۱۸۹۵)
- مدال ادیسون انجمن مهندسان برق و الکترونیک، (ایالات متحده، ۱۹۱۷)
- نشان صلیب بزرگ Order of St. Sava (یوگسلاوی، ۱۹۲۶)
- نشان صلیبی تاج یوگسلاوی (یوگسلاوی، ۱۹۳۱)
- مدال جان اسکات (مؤسسه فرانکلین و شورای شهر فیلادلفیا، ایالات متحده، ۱۹۳۴)
- صلیب بزرگ شیر طلایی (چکسلواکی، ۱۹۳۷)
- مدال دانشگاه پاریس (پاریس، فرانسه، ۱۹۳۷)
- مدال دانشگاه St. Clement of Ochrida (صوفیا، بلغارستان، ۱۹۳۹)

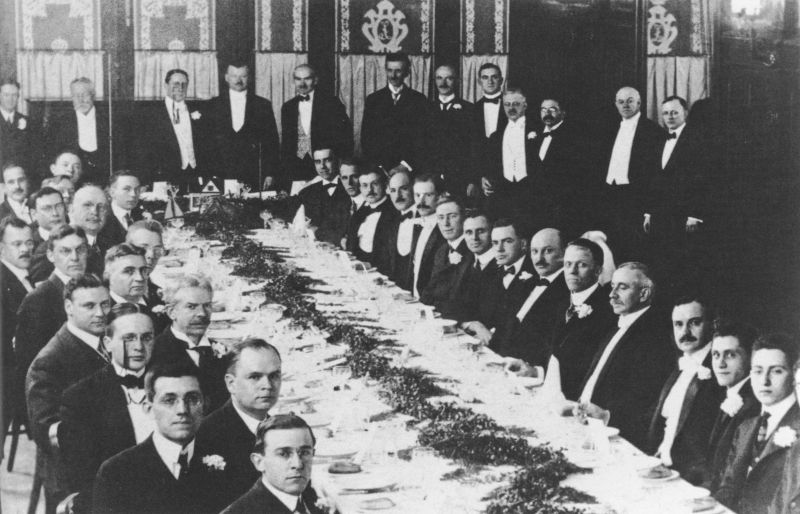
دومین نشست ضیافت انستیتوی مهندسین رادیو، ۲۳ آوریل ۱۹۱۵. تسلا در مرکز ایستاده‌است.

تسلا تلاش کرد تا چندین دستگاه را بر اساس تولید ازون به بازار عرضه کند. او دستگاه اختراع شده در سال ۱۸۹۶ در شرکت ازون تسلا را که دستگاهی مبتنی بر سیم‌پیچ تسلا بود و با حباب ازون، از انواع مختلف روغن برای ساخت ژل درمانی استفاده می‌کرد فروخت. او همچنین سعی کرد تا چند سال بعد به عنوان یک ضدعفونی‌کننده اتاق برای بیمارستان‌ها، تغییراتی در این دستگاه ایجاد کند.
تسلا این تئوری را مطرح کرد که بکار بردن برق در مغز باعث افزایش هوش می‌شود. وی در سال ۱۹۱۲ طرحی را ایجاد کرد که بر مبنای آن دانش آموزان کسل و کندذهن را با اشباع برق در وجودشان به‌طور غیر ملموس و ناخودآگاه تبدیل به افرادی فعال و باهوش کند. این طرح بر اساس «سیم کشی دیوارهای یک مدرسه» و «اشباع کلاس درس با امواج الکتریکی نامتناهی که در بسامد بالا ارتعاش می‌کنند» انجام می‌گرفت. تسلا ادعا کرد مدرسه باید به یک میدان الکترومغناطیسی بهداشتی و تحریک کننده یا «حمام» تبدیل شود. این طرح، دستکم به‌طور موقت، توسط سرپرست مدارس آن زمان شهر نیویورک، ویلیام ا. ماکسول تصویب شد.
پیش از جنگ جهانی اول، تسلا به دنبال سرمایه‌گذاران خارج از کشور بود. پس از شروع جنگ، تسلا بودجه‌ای را که از ثبت اختراعات خود در کشورهای اروپایی دریافت می‌کرد از دست داد.
در نسخه ماه اوت مجله Electric Experimenter در اوت ۱۹۱۷ تسلا اظهار داشت که می‌توان از برق برای یافتن زیردریایی‌ها با استفاده از بازتاب «پرتو الکتریکی» با «بسامد بالا» استفاده کرد که این سیگنال در صفحه فلورسنت مشاهده می‌شود (سیستمی که گفته شده‌است که شباهتی سطحی با رادار‌های مدرن دارد). تسلا در مورد این فرضیه که امواج رادیویی با بسامد بالا به آب نفوذ می‌کنند در اشتباه بود. امیله ژیراردئو (Émile Girardeau) که به توسعه نخستین سیستم راداری فرانسه در دهه ۱۹۳۰ کمک کرده‌است در سال ۱۹۵۳ خاطرنشان کرد حدس و گمان‌های عمومی تسلا مبنی بر اینکه به یک سیگنال با بسامد بالا نیاز دارند صحیح بود. ژیراردئو گفت: «(تسلا) در حال پیشگویی یا رویاپردازی بود. زیرا او هیچ وسیله‌ای برای اجرایی کردن آن ایده را نداشت. اما باید اضافه کرد که اگر خواب می‌دید لااقل خواب درست می‌دید».
در سال ۱۹۲۸ تسلا ۱٬۶۵۵٬۱۱۴ مین ثبت اختراع آمریکا را بنام خودش برای ثبت اختراع یک هواپیمای دو باله که قادر به برخاستن به صورت عمودی بود (هواپیمای عمودپرواز) دریافت کرد. در این روش، هواپیما پس از «کج شدن تدریجی سیستم موتور بالا برنده» در پرواز تا زمان پرواز افقی، مانند هواپیمای معمولی عمل می‌کرد. تسلا فکر می‌کرد این هواپیما با قیمت کمتر از ۱۰۰۰ دلار فروخته شود. اگرچه پرواز این هواپیما غیر عملی توصیف شده‌است اما طرح هواپیمای تسلا شباهت‌های ظاهری غیرقابل انکاری با هواپیمای مدرن وی-۲۲ آسپری (Bell Boeing V-22 Osprey) مورد استفاده ارتش آمریکا دارد. این آخرین اختراع ثبت شده تسلا بود و در این زمان تسلا آخرین دفتر خود را در خیابان ۳۵۰ مدیسون که دو سال قبل به آنجا منتقل شده بود را بست.

### شرایط زندگی
تسلا از سال ۱۹۰۰ در هتل والدورف آستوریا در شهر نیویورک زندگی می‌کرد که منجر به صورتحساب و بدهی بزرگی شد. وی در سال ۱۹۲۲ به هتل سنت رجیس (St. Regis) نقل مکان کرد و از آن پس الگوی خود را برای انتقال به هتل‌های مختلف در هر چند سال یکبار دنبال کرد و صورتحساب‌های بدون پرداخت، پشت سر هم اضافه شد.
تسلا هر روز برای غذا دادن به کبوتران به پارک می‌رفت. او شروع به غذا دان آنها روی پنجره اتاق هتل خود کرد و از پرندگان زخمی پرستاری می‌کرد تا دوباره سلامتی خود را به‌دست آورند. تسلا می‌گفت به‌صورت روزانه از یک کبوتر سفیدرنگ مصدوم مراقبت کرده‌است. وی بیش از ۲٬۰۰۰ دلار برای مراقبت از پرنده‌ها هزینه کرد. تسلا اظهار داشت:
«من سال‌هاست که به کبوترها غذا می‌دهم. اما یک پرنده زیبا، به رنگ سفید خالص و نوک‌های خاکستری روشن روی بال‌های آن وجود داشت. او یک کبوتر ماده متفاوت بود. آرزویم این بود که او را صدا بزنم و او به سمت من پرواز کند. من آن کبوتر را دوست داشتم همچون مردی که عاشق زنی است که عاشق مرد محبوب خود است. تا زمانی که او را داشتم، هدفی برای زندگی من وجود داشت.»
صورتحساب‌های پرداخت نشده تسلا و همچنین شکایات مربوط به نگهداری کبوترها منجر به اخراج وی از هتل سنت رجیس در سال ۱۹۲۳ شد. او مجبور شد در سال ۱۹۳۰ از هتل پنسیلوانیا (Pennsylvania) و در سال ۱۹۳۴ از هتل گاورنون کلینتون (Governor Clinton) خارج شود. حتی او مدتی اتاق‌هایی را در هتل مارجری (Marguery) اجاره کرد.
تسلا در سال ۱۹۳۴ به هتل نیویورکر نقل مکان کرد. در این زمان شرکت وستینگهاوس علاوه بر پرداخت اجاره بها، پرداخت ۱۲۵ دلار در ماه را آغاز کرد. در خصوص شیوه اجرای این موضوع نظرات متفاوتی وجود دارند. منابع متعددی ادعا می‌کنند که نگرانی شرکت وستینگهاوس دربارهٔ تبلیغات منفی احتمالی ناشی از شرایط زندگی فقیرانه ستاره مخترعان سابق آنها یا احتمالاً هشدارهایی در این خصوص منجر به انجام این کار شده‌است. این پرداخت به دلیل جلوگیری از اطلاق کمک مالی امور خیریه، به عنوان «هزینه مشاوره» در نظر گرفته و پرداخت می‌شد. مارک سیفر، زندگینامه نویس تسلا پرداخت‌های وستینگهاوس را نوعی «تسویه حساب مشخص» توصیف کرده‌است. در هر صورت، وستینگهاوس برای بقیه عمر از نظر مالی تسلا را تأمین کرد.

### کنفرانس‌های خبری روز تولد

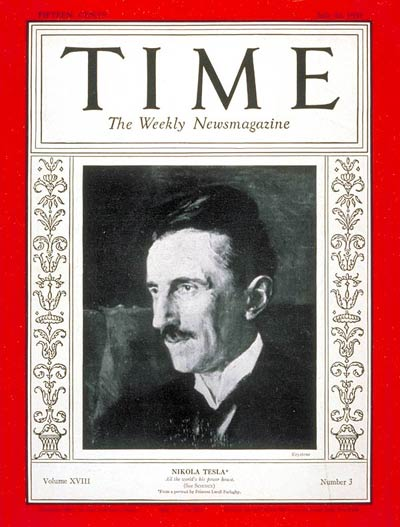
عکس تسلا بر روی مجله تایم به مناسبت تولد ۷۵ سالگی او

در سال ۱۹۳۱ یک روزنامه‌نگار جوان بنام کنت ام سوئزی (Kenneth M. Swezey) با تسلا دوست شد. او جشن تولدی به مناسبت ۷۵ سالگی تسلا ترتیب داد. تسلا نامه‌های تبریک بیش از ۷۰ پیشکسوت علم و مهندسی از جمله آلبرت انیشتین را دریافت کرد و همچنین عکس وی روی جلد مجله تایم قرار گرفت. عنوان روی جلد با تیتر «همه نیروگاه‌های او در جهان» به سهم تسلا در تولید برق اشاره کرد. این مهمانی آنقدر خوب پیش رفت که تسلا آن را به یک رویداد سالانه تبدیل کرد. فرصتی که در آن او می‌توانست از غذاهای فراوان موجود دستپخت خودش بخورد و بنوشد. او برای دیده شدن اختراعات خود و شنیدن داستان‌هایی دربارهٔ سوءاستفاده از اختراعات‌های گذشته خود دیدگاه‌هایش دربارهٔ وقایع جاری و گاهی ادعاهای گیج کننده، مطبوعات را هم دعوت می‌کرد.
در مهمانی سال ۱۹۳۲ تسلا ادعا کرد که موتوری اختراع کرده‌است که با پرتو‌های کیهانی کار می‌کند. در سال ۱۹۳۳ در سن ۷۷ سالگی، تسلا در مراسم تولدش به خبرنگاران گفت که پس از ۳۵ سال کار، در آستانه ثبت شکل جدیدی از تولید انرژی است. او ادعا کرد این تئوری تولید انرژی «به شدت با فیزیک انیشتین مخالف» است و می‌توان با این دستگاه ارزان قیمت ۵۰۰ سال به تولید انرژی پرداخت. وی همچنین به خبرنگاران گفت که در حال کار بر روی راهی برای انتقال طول موج‌های رادیویی شخصی، کار بر روی پیشرفت در متالورژی و ایجاد راهی برای عکسبرداری از شبکیه چشم برای ضبط افکار است (دوربین فکر).

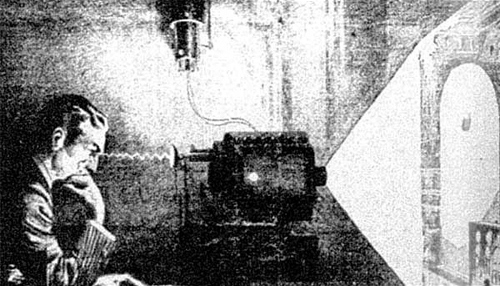
طرح یک روزنامه از دوربین فکری که تسلا در جشن تولد خود در سال ۱۹۳۳ توصیف کرده بود.

در جشن تولد سال ۱۹۳۴ تسلا در جمع خبرنگاران ادعا کرد که اَبَر سلاحی را طراحی کرده که به همه جنگ پایان می‌دهد. او آن را "teleforce" نامید که امروزه معمولاً از آن به عنوان پرتو مرگ یاد می‌کنند. تسلا آن از اختراع به عنوان سلاحی دفاعی یاد کرد که باید در امتداد مرزهای یک کشور نصب شود و در برابر حمله به پیاده‌نظام یا هواپیماهای زمینی مورد استفاده قرار گیرد. تسلا هرگز برنامه‌های مفصلی از نحوه کار این سلاح را در طول زندگی خود فاش نکرد. اما در سال ۱۹۸۴ آن طرح در آرشیو موزه نیکولا تسلا در بلگراد به نمایش گذاشته شد. در آن زمان تسلا سعی داشت نظر مساعد وزارت جنگ ایالات متحده، انگلستان، اتحاد جماهیر شوروی و یوگسلاوی را در این دستگاه جلب کند.
در سال ۱۹۳۵ تسلا در جشن تولد ۷۹ سالگی خود، موضوعات زیادی را مطرح کرد. وی ادعا کرد که در سال ۱۸۹۶ پرتو کیهانی را کشف کرده و روشی را برای تولید جریان مستقیم به روش القاء اختراع کرده و ادعاهای زیادی در مورد اسیلاتور مکانیکی خود داشت. وی در توصیف این دستگاه (که انتظار داشت از طریق آن ظرف دو سال به ۱۰۰ میلیون دلار درآمد دست پیدا کند) به خبرنگاران گفت که نسخه‌ای از اسیلاتور وی در سال ۱۸۹۸ در آزمایشگاه خیابان شرق هیوستون ۴۶ و خیابان‌های همسایه در منهتن سفلی باعث زمین لرزه شده‌است. وی در ادامه به خبرنگاران گفت که اسیلاتور وی می‌تواند ساختمان امپایر استیت را با ۵ پوند فشار هوا از بین ببرد. وی همچنین تکنیک جدیدی را که با استفاده از اسیلاتورهای خود که "Telegeodynamics" نامیده بود ارائه داد و از آن برای انتقال ارتعاشات به زمین استفاده کرد که ادعا می‌کرد از هر مسافتی برای ارتباطات یا مکان‌یابی ذخایر معدنی زیرزمینی استفاده می‌شود.
تسلا در مراسم بالروم بزرگ هتل نیویورکر (Grand Ballroom of Hotel New Yorker) در سال ۱۹۳۷ نشان شیر سفید را از سفیر چکسلواکی و یک مدال دیگر را از سفیر یوگسلاوی دریافت کرد. تسلا در مورد سوالاتی در خصوص پرتو مرگ اظهار داشت «این یک آزمایش نیست … من آن را ساخته، نشان داده و استفاده کرده‌ام. فقط کمی زمان می‌گذرد تا بتوانم آن را به دنیا عرضه کنم».

## مرگ
تسلا در ۸۶ سالگی و در یکی از نیمه شب‌های پاییز سال ۱۹۳۷ محل اقامت خود هتل نیویورکر را ترک کرد تا پیاده‌روی روزانهٔ خود به کلیسای جامع و کتابخانه و غذا دادن به کبوترها را انجام دهد. چند خیابان، دورتر از هتل هنگام عبور از خیابان، یک تاکسی به تسلا زد و او به زمین افتاد. کمر او به شدت آسیب دید و در این حادثه سه دنده او شکستند. میزان کامل جراحات وی هرگز مشخص نشد. تسلا از مشورت با پزشک یا پذیرفتن پزشک بر بالین خود خودداری کرد. عادتی که تقریباً در همه طول عمرش ترک نکرد. به همین دلیل هرگز پس از این سانحه به‌طور کامل بهبود نیافت.
در ۷ ژانویه ۱۹۴۳ و در سن ۸۶ سالگی، تسلا در تنهایی در اتاق شماره ۳۳۲۷ هتل نیویورکر درگذشت. جسم بی جان او مدتی بعد توسط خدمتکار هتل آلیس موناگان که برای نظافت اتاق و بدون توجه به علامت «مزاحم نشوید» که تسلا دو روز قبل روی دستگیره در خود گذاشته بود پیدا شد. دستیار پزشکی، اچ. دابلیو ومبلی جسد تسلا را معاینه کرده و علت مرگ او را انسداد شریان اکلیلی قلب ثبت کرد.
دو روز بعد اداره تحقیقات فدرال دستور به ضبط وسایل تسلا داد. جان جی ترامپ، استاد ام‌آی‌تی و مهندس برق که به عنوان دستیار فنی کمیته تحقیقات دفاع ملی خدمت می‌کرد برای تجزیه و تحلیل لوازم تسلا که ضبط شده بودند فرا خوانده شد. پس از بررسی‌هایی سه روزه، ترامپ گزارش خود در خصوص مرگ تسلا را با مضمون عدم وجود هرگونه عمل مشکوک و غیرانسانی، اینگونه بیان کرد کرد:
افکار و تلاش‌های تسلا حداقل در ۱۵ سال آخر عمدتاً نشان دهندهٔ شخصیتی خردمند، فلسفی و تا حدودی تبلیغاتی بوده که اغلب با انتقال و تولید برق بی‌سیم مرتبط است. اما اصول یا روش‌های جدید، صحیح و روشنی برای دستیابی به این نتایج را شامل نمی‌شود.
در جعبه‌ای که ادعا می‌شد برای نگهداری بخشی از «پرتو مرگ تسلا» طراحی شده بود ترامپ یک جعبه مقاومت مالتی‌دکید چهل و پنج ساله پیدا کرد.

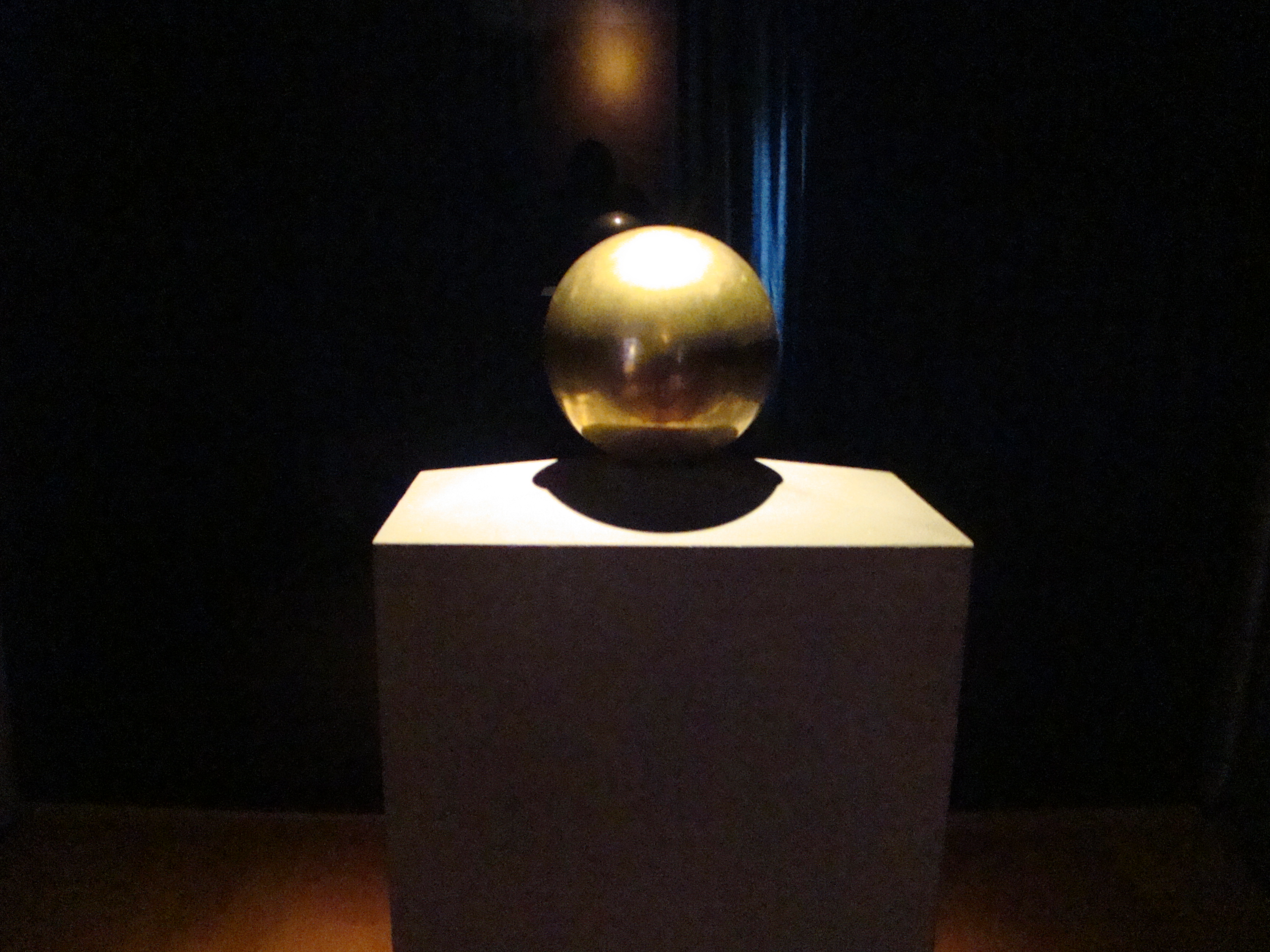
خاکستر جسد تسلا، داخل یک کره طلایی (شی هندسی مورد علاقه تسلا)، در موزه نیکولا تسلا، بلگراد

در ۱۰ ژانویه ۱۹۴۳ فییورلو اچ. لاگواردیا شهردار شهر نیویورک نطق درگذشت تسلا را که توسط نویسنده اسلوونیایی-آمریکایی لوییز آدامیک نوشته شده بود به‌صورت زنده و در حالی که قطعات ویولن «آوه ماریا» و «تامو دالکو» در پس زمینه پخش می‌شدند خواند. در ۱۲ ژانویه، دو هزار نفر در مراسم خاکسپاری رسمی برای تسلا در کلیسای جامع سنت جان مقدس در منهتن شرکت کردند. پس از خاکسپاری، جسد تسلا به قبرستان فرنکلیف در آردسلی نیویورک منتقل و خاکسپاری شد. روز بعد، دومین مراسم توسط کشیشان برجسته در کلیسای ترینیتی (کلیسای جامع ارتدکس صرب امروزی سنت ساوا) در شهر نیویورک انجام شد.

### دارایی
در سال ۱۹۵۲ به دنبال فشار برادرزاده تسلا، ساوا کوزانوویچ کل اموال تسلا داخل ۸۰ صندوق با علامت N.T به بلگراد منتقل شدند. در سال ۱۹۵۷ شارلوت موزار دستیار کوزانوویچ خاکستر تسلا را از ایالات متحده به بلگراد منتقل کرد. از آنروز خاکستر تسلا در داخل یک کره با روکش طلا روی پایه سنگ مرمری زیبا در موزه نیکولا تسلا نمایش داده می‌شوند.

## حق ثبت اختراعات
تسلا حدود ۳۰۰ حق ثبت اختراع در سراسر جهان را برای مجموع اختراعات خود به دست آورد. برخی از اختراعات، ثبت شده تسلا به حساب نمی‌آیند و منابع مختلف، برخی از اختراعات ثبت شده در بایگانی‌های ثبت اختراع را کشف کرده‌اند. دستکم ۲۷۸ حق ثبت اختراع شناخته شده در ۲۶ کشور بنام تسلا صادر شده‌است. بسیاری از حق ثبت اختراعات تسلا در ایالات متحده، بریتانیا و کانادا بودند. اما حق ثبت اختراعات دیگری در کشورهای سرتاسر جهان تأیید شده‌است.  بسیاری از اختراعات توسعه یافته توسط تسلا تحت حفاظت حق ثبت اختراع قرار نگرفته‌اند.

## شخصیت

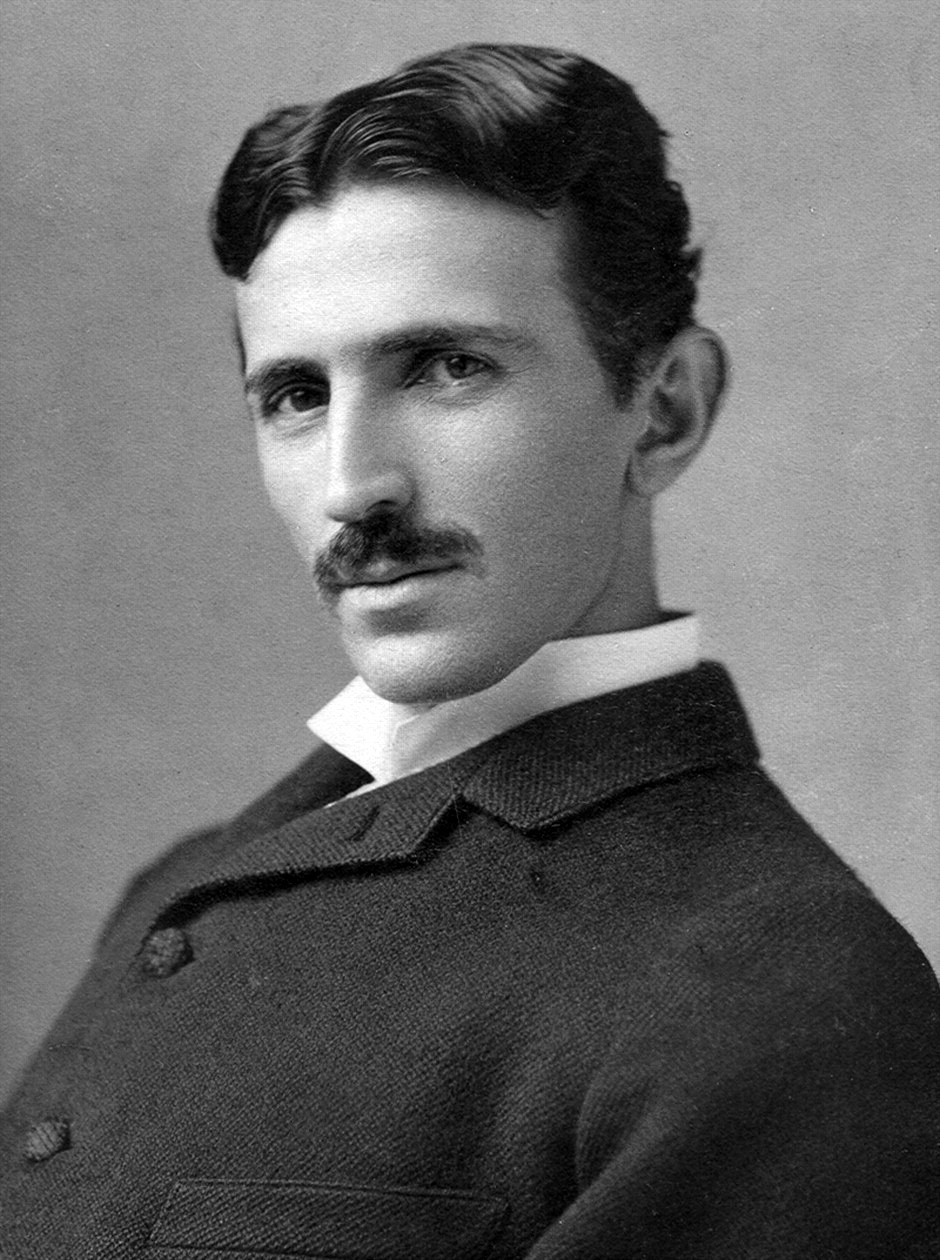
تسلا در ۳۴ سالگی عکس توسط ناپلئون سارونی در حدود سال ۱۸۹۰ گرفته شده‌است.

تسلا به همکاری با هیچ‌کس علاقه نداشت. او به این مسئله پی نبرده بود که علم و مهندسی، فعالیت‌هایی گروهی هستند. او فکر می‌کرد تنها کسی است که می‌تواند آینده الکتریسیته را عملی کند.

### ظاهر
قد تسلا ۶ فوت ۲ اینچ (۱٫۸۸ متر) و وزن او بدون تغییر زیادی در سال‌های ۱۸۸۸ تا ۱۹۲۶ حدود ۱۴۲ پوند (۶۴ کیلوگرم) بود. آرتور بریسبین ویراستار روزنامه، ظاهر او را اینگونه توصیف می‌کند: «تقریباً قدبلندترین، تقریباً لاغرترین و جدی‌ترین مردی که به دلمونیکو می‌رود.» او فردی شیک‌پوش در نیویورک بود. تسلا روی نظافت و لباس پوشیدن خود بسیار حساس بود. او در فعالیت‌های روزانهٔ خود بسیار منظم بود. ظاهری که او برای خود ساخته بود به گسترش روابط تجاری او بسیار کمک کرد. همچنین او را دارای چشمانی روشن، دستان و انگشتانی بزرگ توصیف کرده‌اند. او از اختلال وسواس فکری-عملی رنج می‌برد و به کبوترهای پارک مرکزی نیویورک بسیار علاقه داشت؛ او ازدواج نکرد و با مارک تواین دوستی نزدیکی داشت؛ او به گیاه‌خواری نیز علاقه داشت.

### نبوغ
تسلا از توانایی های حل مسائل، تحلیل، استنباط و از هوش منطقی ریاضی بالایی برخوردار بود.
به طور کلی بسیاری از منابع ضریب هوشی او را بین ۱۶۰ (معیار وکسلر) و ۳۱۰(معیار کتل) برآورد کرده‌اند.
بدون شک این ضریب هوشی از بالاترین اعداد در تمام دوران است و نشان دهنده توانایی خارق‌العاده تسلا در یادگیری و تحلیل است.

### حافظهٔ تصویری[u]
ظاهراً تسلا از حافظهٔ تصویری برخوردار بود و می‌توانست کتاب‌هایی را که مطالعه می‌کند به‌طور کامل به خاطر بسپارد. او فردی چندزبانه بود و می‌توانست به این هشت زبان صربی‌کرواتی، چکی، انگلیسی، فرانسوی، آلمانی، مجاری، ایتالیایی و لاتین صحبت کند. تسلا در خودزندگی‌نامه خود می‌گوید که بیشتر ایده‌هایش به صورت لحظه‌ای به ذهن او رسیدند. تسلا در طول زندگی خود مکرراً دچار بیماری می‌شد. او درد عجیبی را متحمل می‌شد که در طی آن جرقه‌های نورانی کور کننده‌ای را جلوی چشم خود می‌دید که اغلب با تصوراتی همراه بود. این تصورات بیشتر اوقات به لغت یا ایده‌ای مربوط می‌شد که باید آن را پیدا می‌کرد و پاسخ به پرسش‌هایی که او به دنبالش بود را فراهم می‌کرد. او می‌توانست تنها با شنیدن یک کلمه آن را با جزئیات تصور کند. تسلا پیش از ساختن یک اختراع آن را با دقت بالا در ذهنش تصور می‌کرد و همه ابعاد آن را در نظر می‌گرفت؛ که به این روش تفکر دیداری می‌گویند. او معمولاً روی کاغذ طراحی نمی‌کرد و از روی حافظه کار می‌کرد.

### روابط
تسلا هرگز ازدواج نکرد. او گفت: خویشتنداری‌اش برای توانایی علمی وی بسیار مفید بوده‌است. او یک بار در سال‌های اولیه گفته بود که احساس می‌کند هرگز نمی‌تواند به اندازه کافی شایستهٔ زنی باشد. زیرا زنان را از هر نظر برتر می‌داند. ولی نظر وی در اواخر عمر عوض می‌شد به علت اینکه احساس می‌کرد زنان غالب خواهند شد. در مصاحبه‌ای با گالوستون دیلی نیوز در دهم اوت ۱۹۲۴ به خبرنگاری گفت: «بانوی محبوب من به جای داشتن صدای نازک موفقیت اصلی خود را در این می‌بیند که تا جایی که ممکن است خود را شبیه مردان کندـ در لباس، صدا، رفتار، ورزش و هرچیز دستیافتنی دیگری … تمایل زنان به کنار گذاشتن مردان که دارد جای روح قدیمی همکاری با مردان در همه امور زندگی را می‌گیرد برای من تاسف آور است.» وی اذعان می‌کرد که بعضی اوقات احساس می‌کند برای کار خود فداکاری‌های زیادی کرده و ازدواج نکرده‌است. با این حال، تسلا که مؤدب و آرام بود، تصمیم گرفت که هرگز روابط شناخته‌شده‌ای را دنبال نکرده و درگیر آن نشود.
تسلا خودش را از کارش جدا کرد و تمایل داشت که ارتباط برقرار نکند. اما وقتی او درگیر زندگی اجتماعی بود بسیاری از مردم دربارهٔ تسلا بسیار مثبت و تحسین‌برانگیز صحبت می‌کردند. رابرت آندروود جانسون (Robert Underwood Johnson) تسلا را مردی «شیرین، دارای خلوص نیت، فروتنی، ظرافت، و قدرت» توصیف کرد. منشی وفادار وی، دوروتی اسکریت نوشت: «او همیشه لبخند به لب داشت. نبوغ و سخاوتش با شخصیت نجیب‌زاده‌ای که در قلب او ریشه داشت مشخص می‌شد.» جولیان هاتورن (Julian Hawthorne) دوست تسلا نوشت: «به ندرت می‌توان دانشمند یا مهندسی یافت که فیلسوف، زبان‌شناس، متخصص غذا و نوشیدنی باشد و در کنار همه این‌ها ارزش یک موسیقی زیبا را بداند».
تسلا با فرانسیس ماریون کرافورد (Francis Marion Crawford)، رابرت آندروود جانسون، استنفورد وایت (Stanford White)، فریتس لونشتاین، جرج شرف و کنت سوئیز دوستی نزدیکی داشت. تسلا در سنین میانسالی با مارک تواین دوست صمیمی شد. آنها زمان زیادی را با هم در آزمایشگاه تسلا و جاهای دیگر گذراندند. تواین موتور القایی تسلا را به عنوان باارزش‌ترین حق ثبت اختراع، پس از اختراع تلفن، تحسین می‌کرد. در اواخر دهه ۱۹۲۰ تسلا با جرج سیلوستر ویرک (George Sylvester Viereck) شاعر، نویسنده، عارف و بعداً مبلغ نازی دوست شد. تسلا گهگاهی در مهمانی‌های شامی که ویرک و همسرش میزبانی می‌کردند شرکت می‌کرد.
در یک مهمانی که توسط سارا برنهارد، بازیگر زن در سال ۱۸۹۶ برگزار شد تسلا با ویوکاناندا (Vivekananda) راهب هندو دیدار کرد. این دو در مورد چگونگی مطابقت ایده‌های مخترع با انرژی با کیهان‌شناسی ویدانته صحبت کردند.
تسلا گاهی خیلی سخت‌گیر می‌شد و بعضی اوقات علناً از افراد دارای اضافه وزن ابراز انزجار می‌کرد. برای نمونه یکبار منشی خود را به دلیل اضافه وزن اخراج کرد. او خیلی زود از طرز لباس پوشیدن انتقاد می‌کرد. در چندین مورد، تسلا یکی از زیردستان خود را به خانه فرستاد تا لباس‌های خود را عوض کنند.
هنگامی که توماس ادیسون در سال ۱۹۳۱ درگذشت تسلا در مصاحبه‌ای با خبرنگار نیویورک تایمز نظرات منفی زیادی در مورد ادیسون اظهار کرد که در زمان تدفین ادیسون، بازتاب گسترده‌ای یافت:
او هیچ سرگرمی نداشت، هیچ چیزی سرگرمش نمی‌کرد. بدون حتی ساده‌ترین قوانین بهداشتی زندگی می‌کرد … روش کاری او فوق‌العاده بی اثر بود. برای انجام دادن هر چیزی به‌طور کلی باید یک منطقه بزرگی را اشغال می‌کرد. از ابتدا فعالیت‌های او را بررسی می‌کردم و تقریباً متأسف می‌شدم. زیرا با اعمال برخی نظریه‌ها و محاسبات می‌شد تا ۹۰ درصد در هزینه کارهای او صرفه‌جویی کرد. با این حال، او کاملاً متکی به غرایز خلاقیت و هوش عملی آمریکایی بود که از کتاب و از ریاضیات می‌آموخت.
هنگامی که ادیسون بسیار پیر و در آستانه مرگ بود اظهار داشت: با نگاه به گذشته، بزرگ‌ترین اشتباه زندگیش احترام نگذاشتن به شخص تسلا و کارهای او بود.

### عادت‌های خواب
تسلا اظهار می‌داشت که هرگز بیش از دو ساعت نخوابیده‌است. با این حال اعتراف کرد که هر از گاهی چرت می‌زد تا انرژی خود را به‌دست آورد.
در طول سال دوم تحصیل در گراتس، تسلا علاقه زیادی به بیلیارد، شطرنج و ورق‌بازی پیدا کرد (و در آن بازی‌ها بسیار حرفه‌ای شد). بعضی اوقات او بیش از ۴۸ ساعت پشت میز بازی بود. تسلا یکبار در آزمایشگاه خود ۸۴ ساعت بدون خواب و استراحت کار کرد. کنت سوئزی، روزنامه‌نگاری که تسلا با او دوست بود تأیید کرد که تسلا به ندرت می‌خوابید. او تماس ساعت سه شب با او را اینگونه توصیف می‌کند:
«من مثل یک جنازه در اتاقم خوابیده بودم … ناگهان یک تماس تلفنی مرا بیدار کرد … تسلا با آرامش و پرشور و انرژی صحبت می‌کرد. او در حال حل مسئله‌ای بود که با نظریه دیگری مقایسه می‌کرد. وقتی احساس کرد که راه حلی پیدا کرده، ناگهان در حین صحبت، تلفن را قطع کرد».

### عادت‌های کاری
تسلا هر روز از ساعت ۹ صبح تا ۶ بعد از ظهر کار می‌کرد. یا بعدها دقیقاً تا ساعت ۸:۱۰ شب، که برای شام در رستوران دلمونیکو و بعداً هتل والدورف آستوریا حضور میافت. تسلا سپس تلفنی دستور شام خود را به خانه‌دار که ممکن بود تنها کسی باشد که به او خدمت می‌کند می‌داد: «شام راس ساعت هشت آماده شود». او به تنهایی شام صرف می‌خورد. مگر در موارد نادری که برای انجام تعهدات اجتماعی خود مجبور به برگزاری میهمانی شام برای عده‌ای خاص می‌شد. تسلا بعدها تا ساعت ۳ صبح کار می‌کرد.
برای ورزش، تسلا روزانه بین ۸ تا ۱۰ مایل (۱۳ تا ۱۶ کیلومتر) پیاده‌روی می‌کرد. او هر شب صد بار دست‌های خود را قلاب و دور هر یک از پاهایش حلقه می‌کرد و می‌گفت که این کار سلول‌های مغزی او را تحریک می‌کند.
تسلا در مصاحبه‌ای با سردبیر روزنامه آرتور بریزبن گفت که به تله‌پاتی اعتقادی ندارد. در همان مصاحبه، تسلا گفت که او معتقد است که می‌توان همه قوانین اساسی را به یک قانون کاهش داد. تسلا در سال‌های آخر زندگی خود گیاهخوار شد و فقط با شیر، نان، عسل و آب سبزیجات زندگی می‌کرد.

## دیدگاه‌ها و عقاید

### فیزیک نظریو تجربی
تسلا با این نظریه که اتم‌ها از ذرات کوچکتری (ذرات زیر اتمی) تشکیل می‌شوند مخالف بود و بیان می‌کرد چیزی به نام الکترون که تشکیل دهندهٔ بار الکتریکی است وجود ندارد. تسلا معتقد بود که اتم‌ها جدایی ناپذیرند و تصور می‌کرد اتم‌ها در هیچ شرایطی تغییر حالت نمی‌دهند. او به مفهوم سده نوزدهمی اتر که در آن زمان رایج بود اعتقاد داشت. تسلا دشمن شمارهٔ یک نظریه‌هایی بود که بیان می‌کردند تبدیل ماده به انرژی امکان‌پذیر است. او همچنین منتقد نظریه نسبیت اینشتین بود.
تسلا ادعا می‌کرد اصول فیزیکی خود در ارتباط با ماده و انرژی را دارد. اصولی که در سال ۱۸۹۲ کار روی آن را شروع کرده بود. او در سال ۱۹۳۷ در سن هشتاد سالگی بیان کرد که در نامه‌ای نظریه داینامیک گرانش "dynamic theory of gravity" را کامل کرده‌است؛ که به مفاهیم غلط و گمانه‌زنی‌های باطل مثل فضای خمیده پایان می‌دهد. البته بعدها هیچ توضیحی از این نظریه در نوشته‌هایش پیدا نشد.

### جامعه

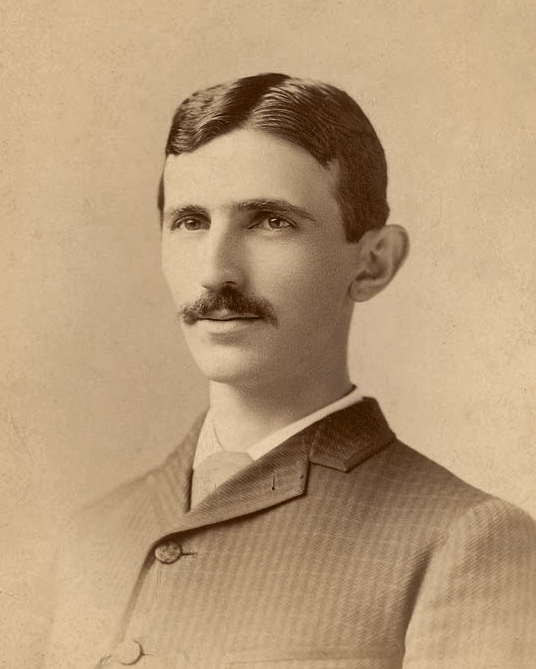
تسلا در حدود ۱۸۸۵

زندگی‌نامه‌نویسان تسلا به‌طور گسترده دیدگاه فلسفی او را اومانیسم دانسته‌اند. تسلا مانند بسیاری از هم عصران خود طرفدار اصلاح نژاد از نوع زادگیری گزینشی تحمیلی بود. تسلا این عقیده را بیان کرد حس «ترحم» بشر با «عملکرد ظالمانهٔ طبیعت» تداخل دارند. البته منظور تسلا از این حرف «برتری نژادی» یا برتری ذاتی فردی بر فردی دیگر نبود. در مصاحبه‌ای در سال ۱۹۳۷ او بیان می‌کند:
... احساس ترحم انسان شروع به مداخله در عملکرد ظالمانهٔ طبیعت کرده‌است. دوری از زادگیری افراد نامناسب به وسیلهٔ نابارورسازی و هدایت آگاهانهٔ جفت‌گیری غریزی تنها راهی است که با تصوراتمان از تمدن و نژاد سازگار است… تمایل معتقدان به به‌نژادی این است که باید ازدواج را دشوارتر کنیم. قطعاً نباید به هیچ والد نامناسبی اجازهٔ فرزند آوری داده شود. در سده آینده، جفت‌گیری شخصی معمولی با شخصی که از لحاظ ژنتیکی حتی نا مناسب‌تر از مجرمی سابقه‌دار است دیگر اتفاق نخواهد افتاد.
در سال ۱۹۲۶ تسلا دربارهٔ پایین دانستن اجتماعی زنان و مبارزهٔ زنان برای برابری جنسیتی اظهار نظر کرد و اذعان داشت آیندهٔ انسان را زنبورهای ملکه اداره خواهند کرد؛ و معتقد بود که زنان جنس غالب خواهند بود.
تسلا با چاپ مقاله‌ای با عنوان «علم و اکتشاف نیروهای بزرگی هستند که منجر به جنگ می‌شوند». او در مقاله‌ای در ۲۰ دسامبر ۱۹۱۴ مشکلات مربوط به دوران پس از جنگ جهانی را پیش‌بینی کرد. تسلا معتقد بود جامعهٔ ملل چاره‌ای برای مشکلات زمانه نبوده‌است.

### دین
تسلا با عقاید مسیحی ارتودوکس بزرگ شد. اما بعداً خودش را فردی معتقد به عقاید ارتودوکس نمی‌دانست و می‌گفت: با تعصب مذهبی مخالف بود و می‌گفت: «بودایی‌گری و مسیحیت بزرگ‌ترین ادیان هم از نظر تعداد معتقدان و هم از نظر اهمیت هستند.» او همچنین می‌گفت «از نظر من گیتی تنها ماشین بزرگی است که هرگز تکوین نیافته و هرگز هم پایان نمی‌یابد» و «چیزی که به آن «روح» یا «جان» می‌گوییم چیزی به جز جمع عملکردهای بدن نیست. وقتی این عملکرد متوقف می‌شود «روح» یا «جان» هم متوقف می‌شوند.»

## آثار ادبی
تسلا برای مجله‌ها و ژورنال‌ها نیز کتاب‌هایی نوشته‌است. کتاب اختراعات من: خودزندگینامه نیکولا تسلا که بن جانسون آن را ویرایش و ترجمه کرده و کتاب اختراعات خارق‌العاده نیکولا تسلا که دیوید هاچر آن را ویرایش و ترجمه کرده‌است از کتاب‌های او هستند. همین‌طور کتاب نامه‌های تسلا نیز موجود است.

## میراث و افتخارات

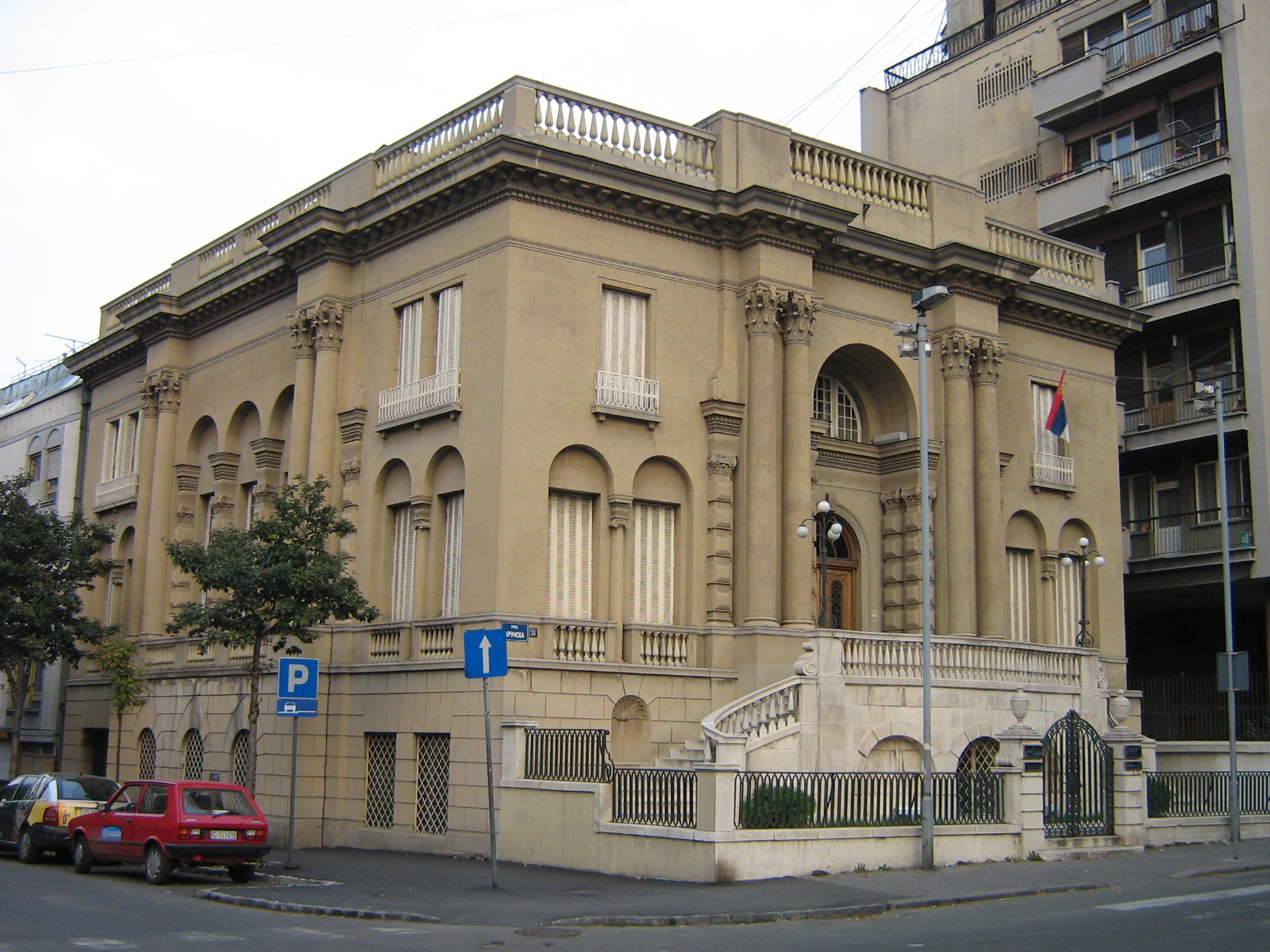
موزه نیکولا تسلا در بلگراد، صربستان

میراث تسلا در کتاب‌ها، فیلم‌ها، رادیو، تلویزیون، موسیقی، تئاتر زنده، کمیک و بازی‌های ویدیویی ماندگار است. تأثیر فناوری‌های اختراع شده یا تصورات و ایده‌های ارائه شده تسلا، موضوعی تکراری در چندین نوع داستان علمی تخیلی است.

### چیزهایی که به نام تسلا نامگذاری شده‌اند
مقاله اصلی: لیست مواردی که به نام نیکولا تسلا نامگذاری شده‌است

### شرکت‌ها و سازمان‌ها
- تسلا، یک مجتمع الکتروتکنیکی در چکسلواکی سابق
- تسلا، شرکت سازنده خودروهای برقی آمریکایی
- شرکت نیکولا موتور، تولیدکننده کامیون هیدروژنی و الکتریکی کلاس ۸ آمریکایی
- اریکسون نیکولا تسلا، شرکت کرواسی تولیدکننده تجهیزات مخابراتی سوئدی اریکسون
- شرکت تولید و ساخت لامپ برق تسلا
- انجمن:

- انجمن یادبود تسلا (تأسیس ۱۹۷۹)، در لاکاوانای نیویورک، در حال حاضر در ریدگوود کوئینز نیویورک
- انجمن بین‌المللی تسلا (تأسیس ۱۹۸۴)، کلرادو اسپرینگز

- انجمن توسعه علوم نیکولا تسلا (Udruženje za razvoj nauke Nikola Tesla)، نووی ساد، صربستان
- انجمن ملی کرجیسنیک (Krajišnika) نیکولا تسلا، پلندیست صربستان
- بانک تسلا، زاگرب، کرواسی

تسلا، یک گروه راک آمریکایی که در اواخر سال ۱۹۸۲ در ساکرامنتوی کالیفرنیا تشکیل شد

### تعطیلات و حوادث
- روز علم، صربستان، ۱۰ ژوئیه
- روز نیکولا تسلا، انجمن معلمان وویوودینا، ۴–۱۰ ژوئیه
- روز نیکولا تسلا، آبشارهای نیاگارا، ۱۰ ژوئیه
- روز نیکولا تسلا در کرواسی، ۱۰ ژوئیه
- گردهمایی سالانه وسایل نقلیه برقی نیکولا تسلا در کرواسی

### معیارهای اندازه‌گیری
- تسلا، یک واحد تراکم شار مغناطیسی (یا القای مغناطیسی) در سیستم اس آی (SI)

### مکان‌ها
- مرکز یادبود نیکولا تسلا در سمیلجان، کرواسی
- فرودگاه نیکولا تسلای بلگراد
- بایگانی موزه نیکولا تسلا در بلگراد
- TPP نیکولا تسلا، بزرگ‌ترین نیروگاه در صربستان
- ۱۲۸ خیابان در کرواسی از نوامبر ۲۰۰۸ به نام نیکولا تسلا نامگذاری شده بود، و این وی هشتمین نام اصلی خیابان در این کشور است.

تسلا، دهانه‌ای به عرض ۲۶ کیلومتر در سمت پشت ماه
- تسلا ۲۲۴۴، یک سیارک کشف شده در فضا

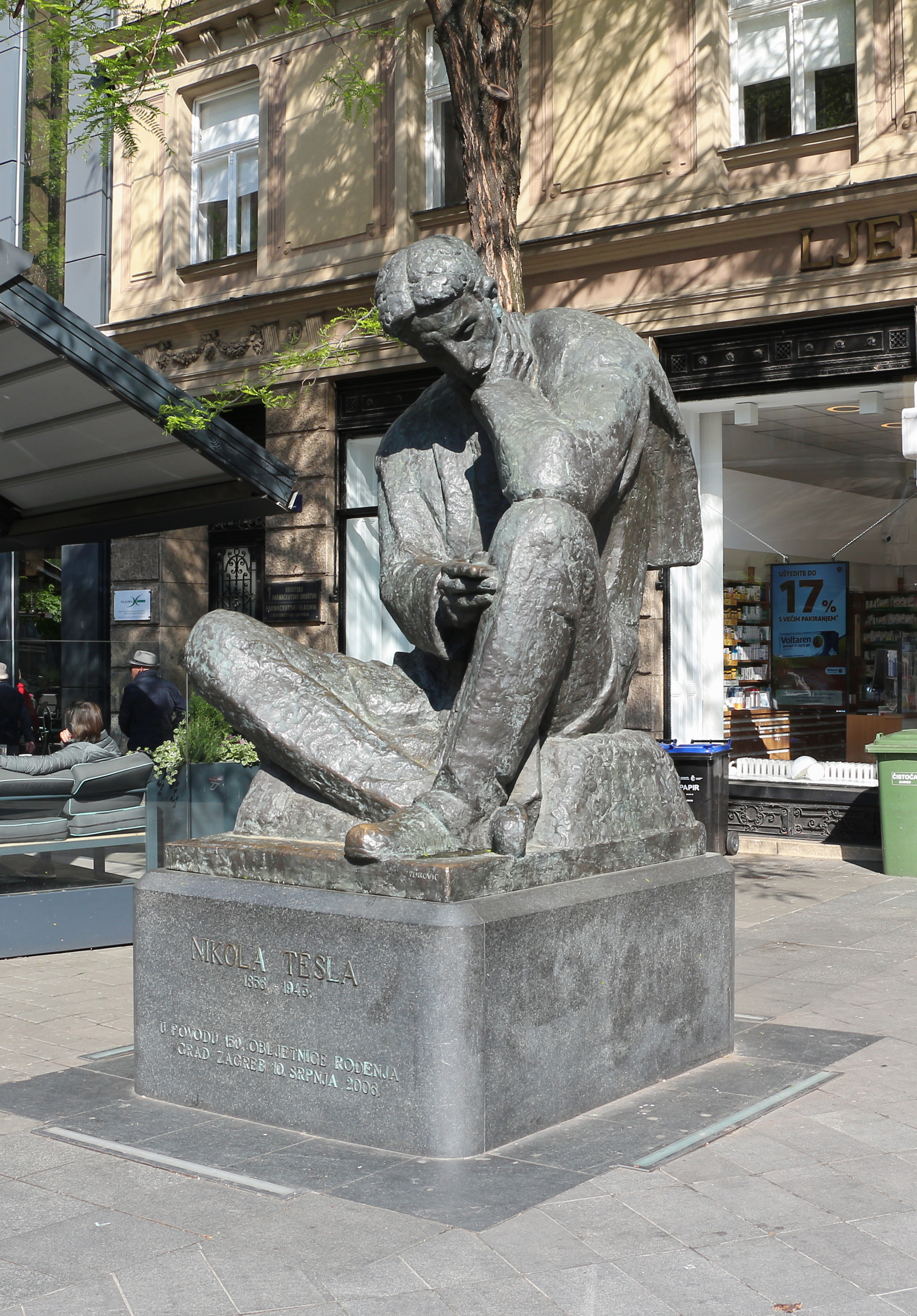
مجمسمه نیکولا تسلا در زاگرب، کرواسی

### مدارس
- دبیرستان استیم (به انگلیسی: STEM High School)، مخفف چهار کلمه علوم، فنون، مهندسی و ریاضیات(science, technology, engineering, mathematics)، که در سال ۲۰۱۲ در ردموند، واشینگتن به عنوان یک مدرسه منتخب با تمرکز بر موضوعات STEM ایجاد شد. این نام با رأی دانشجویان انتخاب شد.

### آهنگ‌ها
- «دختران تسلا»، آهنگی از گروه موسیقی پاپ (Orchestral Maneuvers in the Dark) انگلیسی، که در سال ۱۹۸۴ منتشر شد.

### کشتی‌ها
- اس اس نیکولا تسلا (SS Nikola Tesla)، یک کشتی که در ۳۱ اوت ۱۹۴۳ ساخت آن شروع شد، ۲۵ سپتامبر ۱۹۴۳ به آب انداخته شد و سال ۱۹۷۰ از رده خارج شد.

### پلاک و یادبودها

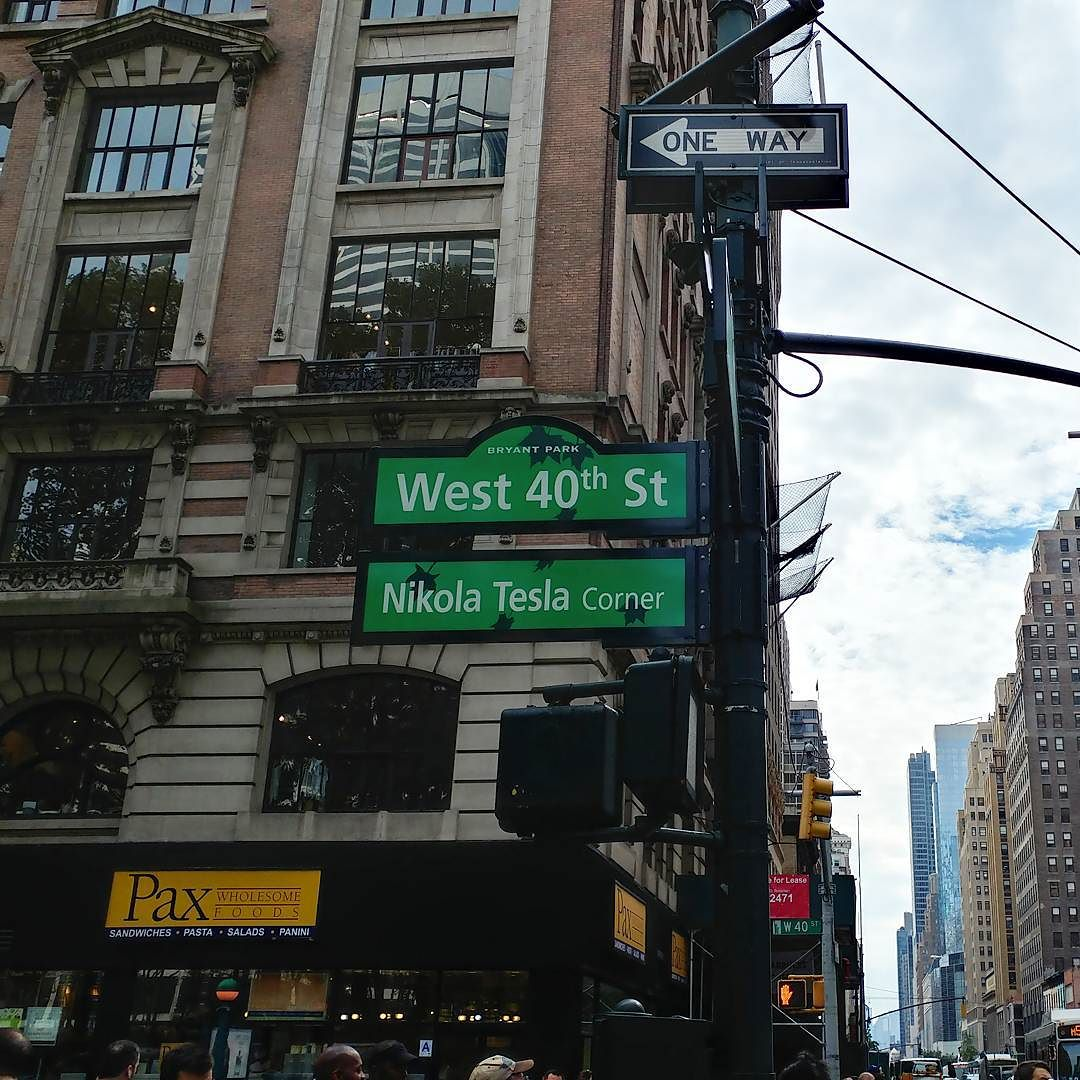
تقاطع نیکولا تسلا در نیویورک

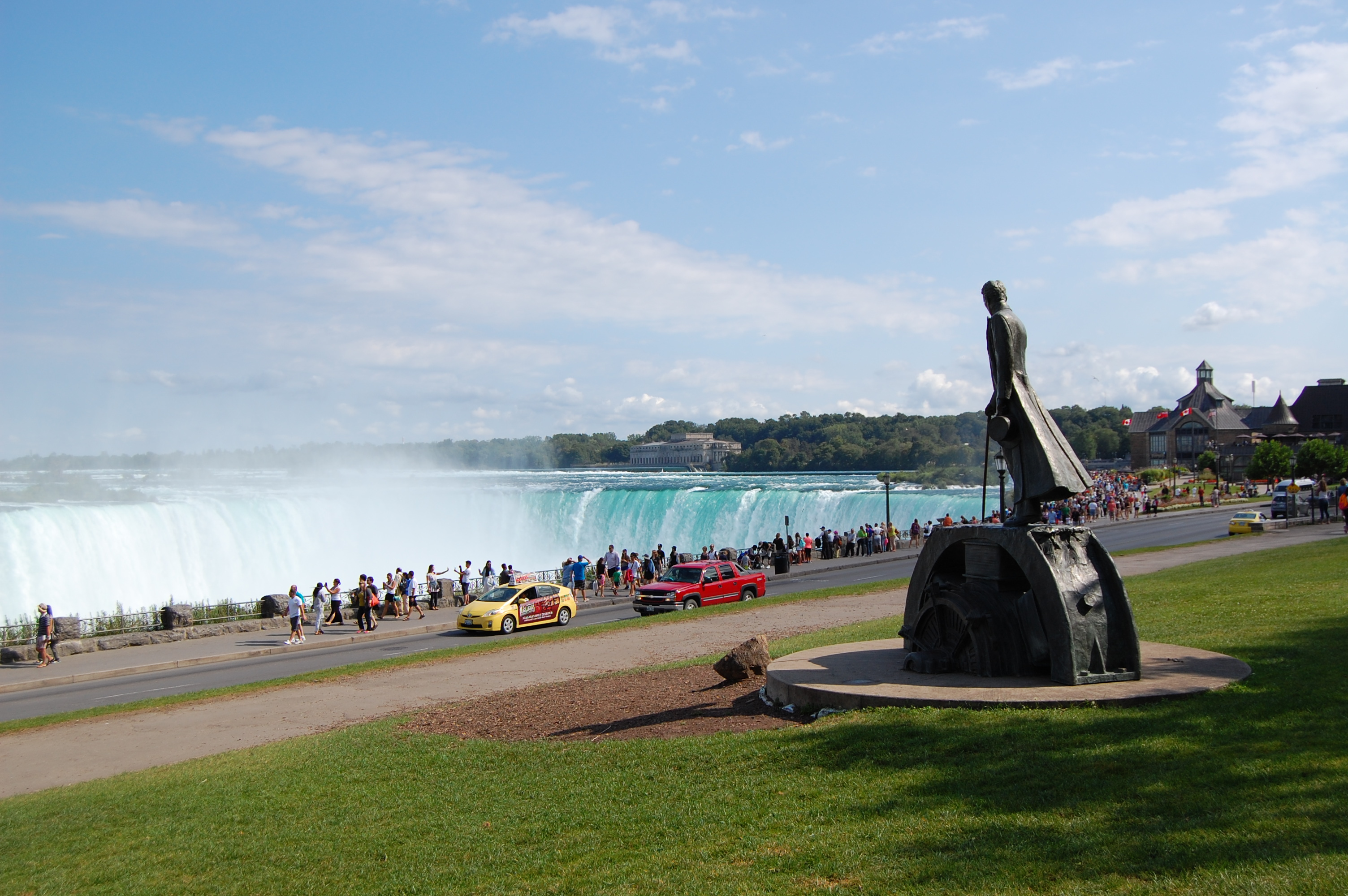
مجسمه نیکولا تسلا در آبشارهای نیاگارا، آنتاریو

- در سال ۲۰۰۶ مرکز یادبود نیکولا تسلا در سمیلجان، کرواسی افتتاح شد. مجسمه نصب شده تسلا توسط مجسمه‌ساز میل بلاژویچ ساخته شده‌است.
- لوحی به تصویر کشیده از نقش برجسته نیکولا تسلا در تالار شهر زاگرب، پایتخت کرواسی وجود دارد. این لوح به مناسبت بزرگداشت پیشنهاد ساخت یک نیروگاه برق متناوب، که تسلا به شورای شهر ارائه داده بود نصب شده است. این پلاک به نقل از بیانیه تسلا در ۲۴ مه ۱۸۹۲ نصب شده‌است، روی این پلاک نوشته شده‌است:

«من به عنوان فرزند این کشور، وظیفه خود می‌دانم که از هر لحاظ، چه از طریق مشاوره و چه از طریق عمل، به شهر زاگرب کمک کنم" (به کرواتی: "Smatram svojom dužnošću da kao rođeni sin svoje zemlje pomognem graduated Zagrebu u svakom pogledu savjetom i inom).»
- در ۷ ژوئیه ۲۰۰۶ در نبش خیابان‌های ماساریکووا و پرادادویچوا در منطقه شهر پایین در زاگرب، از یک بنای یادبود تسلا رونمایی شد. این بنای تاریخی توسط ایوان مستروویچ در سال ۱۹۵۲ طراحی شد و اشیاء آن از مؤسسه Ruđer Bošković مستقر در زاگرب که تسلا بخشی از زندگی خود را در آن گذرانده بود منتقل شده‌است.
- بنای یادبودی از تسلا در آبشار نیاگارا در ایالت نیویورک تأسیس شد. این بنای یادبود که تسلا را در حال خواندن مجموعه‌ای از یادداشت‌ها به تصویر می‌کشد توسط مجسمه‌ساز Frano Kršinić ساخته شده‌است. این اثر توسط یوگسلاوی در سال ۱۹۷۶ به ایالات متحده هدیه شد و کپی یکسانی از بنای یادبود تسلا در مقابل دانشکده مهندسی برق دانشگاه بلگراد است.
- یک بنای تاریخی از تسلا که او روی بخشی از دینام ایستاده بود در پارک کوئین ویکتوریا در آبشارهای نیاگارای انتاریو، کانادا رونمایی شد. این بنای یادبود به‌طور رسمی در ۹ ژوئیه ۲۰۰۶ و در صد و پنجاهمین سالگرد تولد تسلا رونمایی شد. این بنای تاریخی توسط کلیسای سنت جورج صربستان، آبشار نیاگارا پشتیبانی مالی و توسط Les Drysdale اهل همیلتون، آنتاریو طراحی شد. طرح او برنده یک مسابقه بین‌المللی بود.
- در سال ۲۰۱۳ از بنای یادبود تسلا در شهر باکوی کشور آذربایجان رونمایی شد. روسای جمهور الهام علی‌اف و تومیسلاو نیکولیچ در مراسم رونمایی آن شرکت کردند.
- در سال ۲۰۱۲ جین آلکورن، رئیس گروه غیرانتفاعی مرکز علمی تسلا در Wardenclyffe و متیو اینمن، خالق کارتون The Oatmeal در مجموع ۲٬۲۲۰٬۵۱۱ دلار تا ۱٬۳۷۰٬۵۱۱ دلار از یک کمپین و ۸۵۰٬۰۰۰ دلار از کمک‌هزینه ایالت نیویورک برای خرید ملکی جمع کردند. این ملک همان محلی بود که قبلاً برج واردن‌کلیف در آنجا پابرجا بود و در نهایت آن را به یک موزه تبدیل کردند. این گروه در اکتبر ۲۰۱۲ مذاکرات خرید ملک لانگ آیلند از شرکت آگفا را آغاز کردند. فرایند خرید در مه ۲۰۱۳ به پایان رسید. تلاش و تاریخچه نگهداری از واردن‌کلیف دستمایه ساخت مستندی از تسلا با عنوان برجی برای مردم-رویای تسلا در وادرتکلیف ادامه دارد توسط جوزف سیکورسکی، فعال/فیلمساز شد.
- یک لوح یادبود برای بزرگداشت نیکولا تسلا در نمای هتل نیویورکر توسط IEEE نصب شد.
- تقاطعی به نام تسلا در تقاطع خیابان ششم و خیابان چهلم، خارج از پارک برایانت در منهتن نامگذاری شده‌است. قرار دادن تابلو به دلیل تلاش باشگاه کرواسی نیویورک با همکاری مقامات شهر نیویورک و دکتر جوبو ووجوویچ (Dr. Ljubo Vujovic) از انجمن یادبود تسلای نیویورک صورت گرفت.
- نیم‌تنه و لوح تقدیری از تسلا در خارج از کلیسای جامع ارتدکس صربستان سنت ساوا (قبلاً به عنوان کلیسای جامع ترینیتی شناخته می‌شد) در شماره ۲۰ خیابان ۲۶ غربی نیویورک نصب شده‌است.
- در ۷ دسامبر ۲۰۱۳ مجسمه‌ای تمام‌قد از تسلا با سرمایه‌گذاری گسترده برای بزرگداشت تسلا با وای-فای رایگان و کپسول زمانی که قرار است در ۷ ژانویه ۲۰۴۳ برابر با صدمین سالگرد مرگ تسلا باز شود در پالو آلتو، کالیفرنیا (شماره ۲۶۰ خیابان شیریدان) رونمایی شد.
- بلوار نیکولا تسلا در همیلتون، آنتاریو.

### محاسبه
- تسلا، یک واحد پردازش گرافیک کارت ویدیویی است که توسط اِنویدیا (به انگلیسی: nVidia Corporation) ساخته شده‌است.

## برای مطالعهٔ بیشتر
بسیاری از آثار تسلا به صورت آزاد و آنلاین از طریق اینترنت در دسترس قرار دارند. مانند مقالهٔ "The Problem of Increasing Human Energy" که در سال ۱۹۰۰ نوشته شده‌است. همین‌طور مقالهٔ "Experiments With Alternate Currents Of High Potential And High Frequency" که در کتاب Inventions, Researches and Writings of Nikola Tesla منتشر شده بود.

## نگارخانه

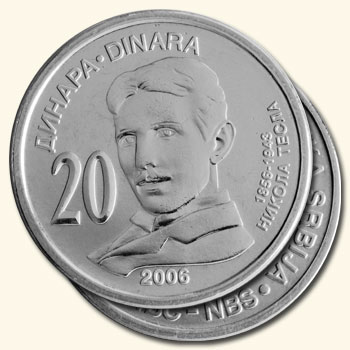
سکهٔ ۲۰ دیناری صربستانی که در سال ۲۰۰۶ زده شده‌است.
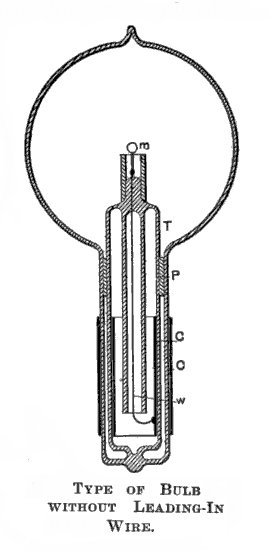
لامپ بی‌سیم تسلا
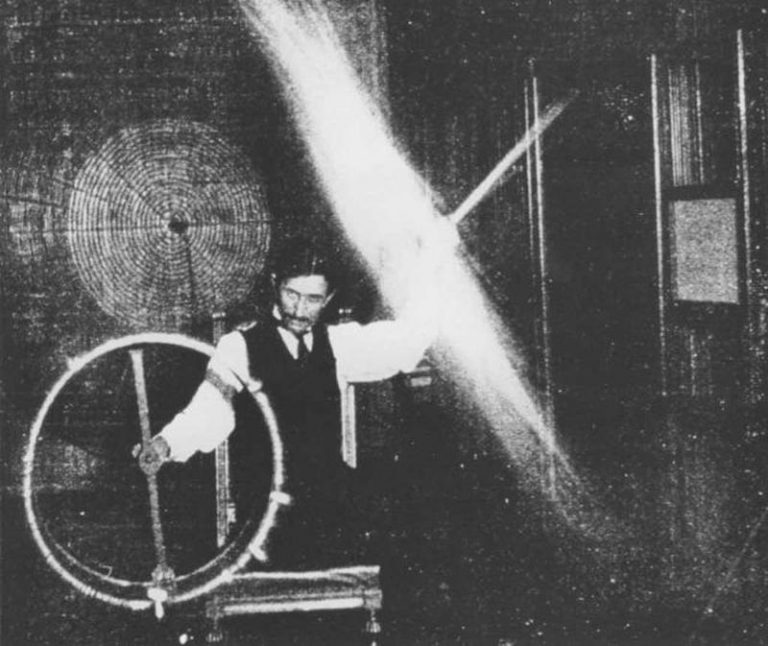
نیکولا تسلا در حال آزمایش

## توضیحات
1. ↑  لغت тесла در ادبیات صربی معنی تیشه نجاری می‌دهد و ممکن است برای کسی که شغل او چیزی مثل نجاری است به عنوان نام خانوادگی استفاده شود. اما در مورد نیکولا تسلا ادعا می‌شود که این نام خانوادگی سنتی از یکی از شاخه‌های خانوادهٔ Draganić به خاطر ویژگی ارثی دندان‌های پهن بیرون زدهٔ آن‌ها که شبیه به تیغهٔ تیشهٔ نجاری بود می‌آید.[۲]
2. ↑  تسلا نام استاد خود را ذکر نکرد ولی در بعضی از منابع می‌گویند منظور او Martin Sekulić بوده‌است.

## واژه‌نامه
1. ↑  Milutin Tesla)(1819–1879)
2. ↑  Gospić
3. ↑  Tomingaj
4. ↑  Gračac
5. ↑  Tivadar Puskás
6. ↑  repeater
7. ↑  Amplifier
8. ↑  transatlantic telegraph cable
9. ↑  Telefunken
10. ↑  Alice Monaghan
11. ↑  H.W. Wembley
12. ↑  Coronary thrombosis
13. ↑  Ave Maria
14. ↑  Tamo daleko
15. ↑  Ardsley
16. ↑  Trinity
17. ↑  Sava Kosanović
18. ↑  Charlotte Muzar
19. ↑  Kosanović
20. ↑  Arthur Brisbane
21. ↑  Eidetic memory
22. ↑  photographic memory
23. ↑  picture thinking
24. ↑  ruthless workings of nature
25. ↑  "Science and Discovery are the great Forces which will lead to the Consummation of the War"
26. ↑  never came into being
27. ↑  never will end
28. ↑  spirit
29. ↑  soul